# El Clásico
Als El Clásico (deutsch „Der Klassiker“) wird in der spanischen Landessprache ein Fußballspiel zwischen den Herrenprofimannschaften von Real Madrid und dem FC Barcelona bezeichnet. Das Aufeinandertreffen der erfolgreichsten Klubs aus den beiden größten Metropolen Spaniens gilt als eines der bedeutendsten Duelle des Klubfußballs und erregt seit einiger Zeit auch außerhalb des Landes großes Interesse. Die Gründe für die Rivalität sind vielschichtig und reichen von der sportlichen Konkurrenz über die regionalen Gegensätze Kastiliens und Kataloniens bis zu den politisch unterschiedlichen Strömungen, die den Mannschaften zugeschrieben werden.

## Terminologie

Real Madrid
FC Barcelona

Für die Begegnungen zwischen Real Madrid und dem FC Barcelona waren und sind verschiedene Bezeichnungen im Umlauf, neben El Clásico (auf Spanisch) bzw. El clàssic (auf Katalanisch) etwa El Superclásico (‚Der Superklassiker‘), El Derbi (‚Das Derby‘), El Gran Derbi (‚Das Große Derby‘) oder El Derbi español (‚Das spanische Derby‘). In Spanien ist der Terminus El Clásico am gebräuchlichsten, eine Bezeichnung, die sich auch im übrigen Europa durchsetzte. Im spanischsprachigen Mittel- und Südamerika ist dies anders, da El Clásico dort auch für andere Duelle steht – insbesondere jene zwischen Club América und Deportivo Guadalajara in Mexiko, Barcelona SC und CS Emelec in Ecuador sowie für das Stadtderby zwischen Boca Juniors und River Plate in der argentinischen Hauptstadt Buenos Aires (siehe Superclásico). Deshalb wird in diesen Ländern das Aufeinandertreffen von Real Madrid und dem FC Barcelona meist als El Derbi español bezeichnet – obwohl es sich im engeren Sinn nicht um ein Derby handelt, da die Vereine weder aus derselben Stadt noch aus derselben Region kommen.
Weitere Begegnungen im Fußball werden in Anlehnung an dieses Aufeinandertreffen ähnlich bezeichnet, so die Spiele zwischen Paris Saint-Germain und Olympique Marseille in Frankreich (siehe Le Classique). Im deutschen Fußball wird teils die ironische Bezeichnung El Plastico für ein Spiel zwischen den mit vielen Sponsorengeldern aufgebauten Vereinen der TSG 1899 Hoffenheim und RB Leipzig verwendet, wobei die „Künstlichkeit“ der Clubs durch die Anspielung an den Begriff Plastik (umgangssprachlich für Kunststoff) dargestellt wird.

## Hintergründe

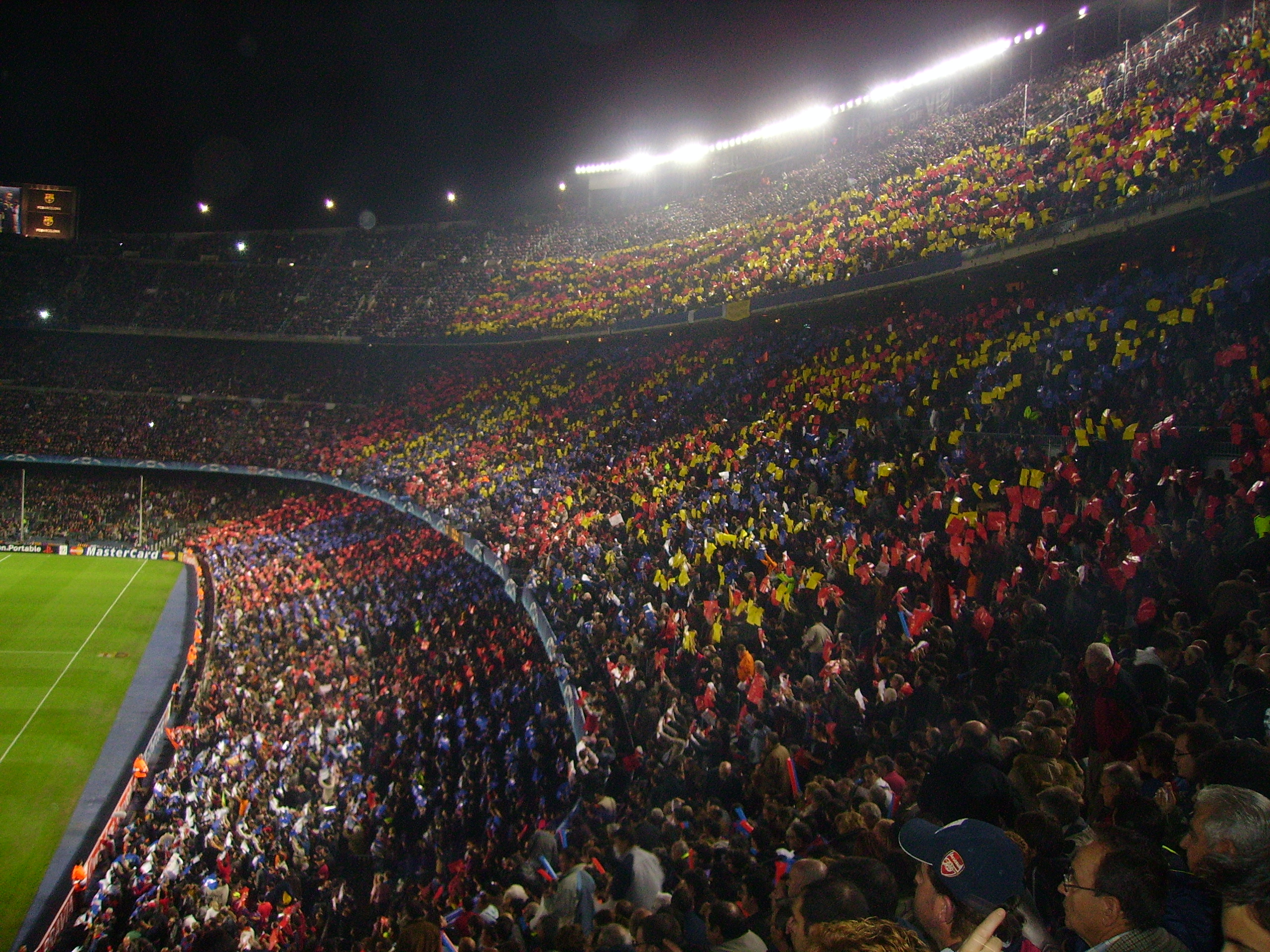
Camp Nou – Die Heimstätte des FC Barcelona

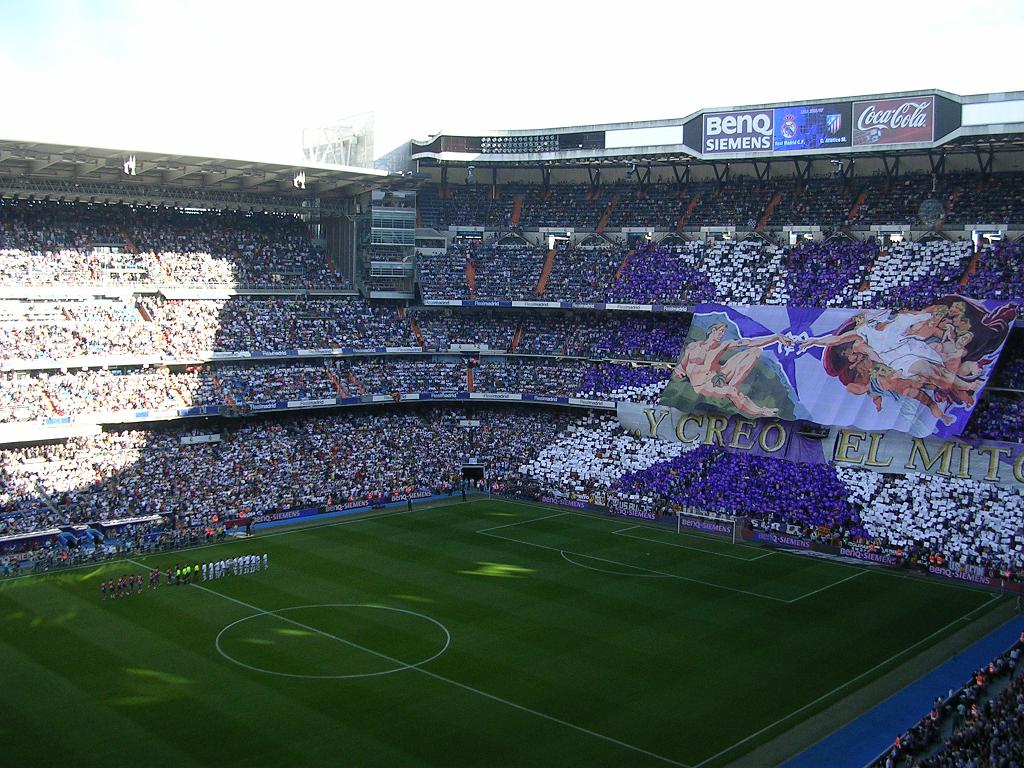
Santiago Bernabéu – Das Stadion Real Madrids

Die Gründe für die ausgeprägte Rivalität zwischen den beiden Vereinen sind vielschichtig. Zum einen repräsentieren sie die beiden einwohnermäßig größten und wirtschaftlich bedeutendsten Metropolen des Landes, nämlich Madrid und Barcelona, zwei Städte mit Gemeinsamkeiten, aber auch zahlreichen Unterschieden. Erstere ist die Hauptstadt Spaniens, befindet sich im Zentrum des Landes auf 667 Metern über dem Meeresspiegel und gehört zu der historischen Landschaft Kastilien, letztere wiederum ist ein bedeutender Mittelmeerhafen an der Nordostküste des Landes und ihrerseits die Hauptstadt Kataloniens. Geographische, soziopolitische, kulturelle und historische Gegensätze prägen seit jeher die Rivalität zwischen den beiden Städten und Regionen, was sich in der Folge auch auf den Sport im Allgemeinen und den Fußball im Konkreten auswirkte.
Verstärkt wurde diese Konfrontation auch während der franquistischen Epoche, als besonders in Katalonien der eigene Fußballklub zu einem Symbol des Widerstandes gegen die Zentralregierung und der Verteidigung der katalanischen Kultur wurde. Zeitgleich wurde Real Madrid, Klub aus der verhassten Hauptstadt und sportlich zumeist größter Rivale um die Titel, die Rolle des Antagonisten zugeschoben, des Repräsentanten des zentralistischen und franquistischen Spaniens. Dies war und ist allerdings bei Real-Fans umstritten, fühlt man sich doch als unpolitischer Fußballklub.
Zwar brachte die Transition in Spanien von 1975 bis 1982 eine gewisse Entspannung, doch die Tatsache, dass es sich um die mit Abstand erfolgreichsten und anhängerstärksten Sportvereine des Landes handelt, sie folglich regelmäßig um nationale und internationale Trophäen konkurrieren, und natürlich die von Konfrontation geprägte und immer noch für viele präsente Geschichte, reichen aus, um die große Rivalität am Leben zu halten.

## Geschichte

### Frühe Jahre (1902–1936)
Das erste Aufeinandertreffen der beiden Teams fand am 13. Mai 1902, im Zuge der Copa de la Coronación (Krönungspokal Alfons XIII.), einem Vorgängerwettbewerb der Copa del Rey, statt. Der FC Barcelona, damals bereits mit sechs Ausländern in seinen Reihen (darunter der Deutsche Udo Steinberg), konnte das gerade erst gegründete Real Madrid, damals noch unter dem Namen Madrid Foot Ball Club, in der spanischen Hauptstadt mit 3:1 schlagen. Udo Steinberg erzielte die ersten beiden Tore für Barcelona, ist also der erste Torschütze des El Clásico.
1916 gab es im Halbfinale des Pokalbewerbs das erste von Polemik geprägte Aufeinandertreffen zwischen den Vereinen. Beide hatten jeweils ihre Heimspiele gewonnen, also kam es, wie zu jener Zeit üblich, zu einem Wiederholungsspiel. Dieses endete in einem denkwürdigen Match nach regulärer Spielzeit mit 4:4 und nach der Verlängerung mit 6:6, was ein weiteres Entscheidungsduell nötig machte. Als Madrid FC nach einem 2:2 in der regulären Spielzeit schließlich in der Verlängerung 4:2 in Führung ging, verließen die Spieler des FC Barcelona das Feld unter Protest, man fühle sich vom Schiedsrichter benachteiligt. Als die Madrilenen in der Folge das Finale erreichten, mussten sie gerade in Barcelona gegen Athletic Bilbao antreten. Die Madrider Spieler beklagten sich über die aggressive Stimmung von Seiten der katalanischen Fans, letztlich musste man, trotz 0:4-Niederlage gegen Athletic, von der Polizei aus dem Stadion eskortiert werden.
Interessanterweise bestand der Wettbewerb dadurch, dass die zwei anderen qualifizierten Mannschaften abgesagt hatten, in dieser Spielzeit lediglich aus diesem Halbfinale, das letztlich insgesamt vier Spiele hervorbrachte, und dem Finale gegen das per Freilos gesetzte Athletic Bilbao. Abgesehen vom Heimspiel Barças hatte Santiago Bernabéu in jedem der Spiele getroffen und wurde mit sechs Toren aus diesem einen Halbfinale Torschützenkönig. Für Barcelona hatten Vicente Martínez und Paulino Alcántara fünf bzw. vier Tore geschossen.
Die erste Ligabegegnung fand am 17. Februar 1929 in Barcelona statt und das Spiel endete mit einem 1:2 für Real Madrid. Nach einer starken Hinrunde wurden die Madrilenen in der Rückrunde vom FC Barcelona überholt, so dass diese sich die erste Meisterschaft sicherten.
Am 3. Februar 1935 feierten die Madrilenen mit einem 8:2 im Estadio de Chamartín den bisher höchsten Sieg bei einem Ligaspiel zwischen den beiden Kontrahenten. Die Tore der Gastgeber erzielten Sañudo (4), Lazcano (3) und Regueiro, für die Gäste trafen Escolà und Guzmán.

#### Erster politischer Konflikt
Bei Ausbruch des Bürgerkrieges im Jahre 1936 ersuchte Real Madrid, damals wegen der Zweiten Spanischen Republik unter dem Namen Madrid FC, angeführt von ihrem damaligen Trainer Francisco Bru, der lange für Barcelona gespielt hatte, um eine Teilnahme an der katalanischen Meisterschaft, um den Kriegswirren in der Landeshauptstadt zu entkommen. Die Madrilenen erklärten sich bereit, ihre Heimspiele im Estadi de Montjuïc zu bestreiten. Dieses Vorhaben scheiterte letztlich einzig am Veto des FC Barcelona, während die restlichen katalanischen Klubs und die Spielergewerkschaft sich für eine Aufnahme der Hauptstädter aussprachen. Der Ausschluss führte zu internen Konflikten, die katalanische Spielergewerkschaft, angeführt vom Barça-Spieler Martí Ventolrà, drohte sogar mit Streik. Am 3. November 1936 verzichtete Madrid FC schließlich auf eine Teilnahme an der katalanischen Meisterschaft.

### Franquistische Diktatur (1939–1975)
Obwohl die Duelle zwischen den Klubs seit jeher von der Rivalität der beiden bedeutendsten Städte Spaniens, Madrid und Barcelona, und auch von den Differenzen zwischen den historischen Regionen Kastilien und Katalonien, geprägt waren, so begannen die größten Spannungen erst nach dem spanischen Bürgerkrieg (1936–39). Im zerrütteten und von politischen Spannungen geprägten Land begründeten eine Reihe von umstrittenen Begegnungen und Entscheidungen die bis heute währende Rivalität zwischen den Klubs:

#### 11:1 in Madrid
Am 13. Juni 1943 trafen die beiden Klubs in einem Rückspiel der Copa del Rey in Madrid aufeinander. Das Hinspiel hatten die favorisierten Katalanen mit 3:0 für sich entschieden. Real Madrid, das die Liga nur auf dem enttäuschenden zehnten Platz beenden konnte, gewann im Rückspiel mit 11:1 (8:0), Spieler des FC Barcelona und katalanische Medien allerdings beklagten sich über Einschüchterungsversuche von Seiten eines Sicherheitsdirektors in der Umkleidekabine vor dem Spiel. Viele sehen besonders in diesen Ereignissen den Startschuss der großen Rivalität zwischen den Vereinen. Die gegenseitigen Beschuldigungen und Beschimpfungen führten sogar so weit, dass der spanische Verband beide Klubpräsidenten, Marqués de la Mesa de Asta auf Seiten der Katalanen und Antonio Santos Peralba auf der der Madrilenen, zum Rücktritt bewog.

#### Der Fall Di Stéfano
In den ersten vierzehn Jahren der Franquistischen Diktatur waren vor allem der FC Barcelona, mit fünf Meistertiteln zwischen 1945 und 1953, und Atlético Madrid, damals unter dem Namen Atlético Aviación zeitweise offizieller Klub der Luftwaffe, die dominierenden Vereine im spanischen Fußball. Real Madrid hatte sich vom Bürgerkrieg noch nicht erholt und befand sich in einer Phase des Wiederaufbaus. Als Wendepunkt in der Geschichte des spanischen Fußballs wird die Verpflichtung von Alfredo Di Stéfano angesehen, und auch diese gilt als Sinnbild der Konfrontation zwischen den beiden Rivalen. 1953 stand der FC Barcelona kurz vor der Verpflichtung des argentinischen Ausnahmefußballers, um den sich allerdings auch Real Madrid bemühte. Di Stéfano hatte bereits bei Barça unterschrieben, aber da es Probleme mit der Spielerlizenz gab und Reals Präsident Santiago Bernabéu nichts unversucht ließ, um ihn doch noch zu verpflichten, entwickelte sich ein langwieriger Transferstreit. Schließlich entschied der spanische Fußballverband, dass Di Stéfano jeweils zwei Jahre für beide Klubs spielen sollte. Der FC Barcelona hielt diese Lösung für inakzeptabel und erklärte darauf, auf den Spieler zu verzichten. Die Gründe dafür sind umstritten. Während von manchen Barça-Fans behauptet wird, es sei Druck von Seiten des (den Katalanen wenig freundlich gesinnten) Franco-Regimes ausgeübt worden, vertreten die Anhänger Real Madrids gewöhnlich die Ansicht, der FC Barcelona hätte freiwillig auf den Spieler verzichtet. Es gibt auch die Meinung, Di Stéfano, der während des Transferstreits bei einigen Freundschaftspartien für Real Madrid spielerisch wenig überzeugte, hätte in den Vorbereitungsspielen absichtlich schlechte Leistungen erbracht, um Barcelona zum Verzicht zu bewegen. Für diese Theorie spricht, dass Di Stéfano – nur eine Woche nach dem Transferverzicht der Katalanen – wie ausgewechselt wirkte: Zum 5:0-Sieg Reals über Barça in der Meisterschaft steuerte er gleich drei Treffer bei, und sollte in den folgenden Jahren die Madrilenen zu fünf Siegen in Folge im neugeschaffenen Europapokal der Landesmeister führen. Obwohl der Verein Real Madrid sich selbst stets als unpolitisch sah und dies bis heute tut, identifizierte man ihn von katalanischer Seite sukzessive als den Klub des franquistischen Zentralregimes, während man im FC Barcelona ein Sinnbild der unterdrückten Kultur und Autonomiebestrebungen Kataloniens sah. Damit bekam die Rivalität zwischen den Vereinen einen Charakter der weit über sportliche Aspekte hinausging.

#### Ellis und Leafe, Europapokal der Landesmeister 1960/61
Im Europapokal der Landesmeister 1960/61 war es gerade der FC Barcelona, der den Erfolgslauf von Real Madrid, nach fünf Titel in Folge, im Achtelfinale stoppte, als man, nach 2:2 im Hinspiel, das Rückspiel mit 2:1 für sich entscheiden konnte. Aus Sicht der Madrid-Fans waren die Schiedsrichterleistungen der Engländer Arthur Ellis, der im Hinspiel einen umstrittenen Strafstoß für die Katalanen gab, obwohl sein Linienrichter Abseits anzeigte, sowie Reg Leafe im Rückspiel, der insgesamt vier Tore von Luis del Sol, Di Stéfano, Pachín und Francisco Gento annullierte, entscheidend, wodurch auch dieses Duell die Beziehungen zwischen den Vereinen belastete.

#### Puskás’ Gala im Camp Nou
Am 27. Januar 1963, in einem der letzten Auftritte des „Weißen Balletts“ im Camp Nou, feierte Real Madrid mit seinem 5:1 den höchsten Auswärtssieg der Geschichte. Mann des Tages war der Ungar Ferenc Puskás mit drei Treffern, je einen weiteren steuerten Di Stéfano und Gento bei. Nur wenig später, nämlich im Sommer 1964, endete die Ära Di Stéfano bei den Hauptstädtern.

#### Das Finale der Flaschen
Am 11. Juli trafen im Santiago-Bernabéu-Stadion die beiden Erzrivalen im Finale der Copa del Generalísimo 1968 aufeinander. Nach dem 1:0-Sieg der Gäste kam es zu Ausschreitungen. Das Publikum begann, Flaschen auf das Spielfeld zu werfen. Seit diesem Tag ist das Mitbringen von Glasflaschen in allen spanischen Stadien verboten. Madrid-Fans erwähnen im Zusammenhang mit diesen Ereignissen den Schiedsrichter Antonio Rigo, der in jener Saison dreizehn Ligabegegnungen und alle Pokalspiele des FC Barcelona ab dem Viertelfinale gepfiffen hatte, aus ihrer Sicht sehr wohlwollend für die Katalanen.

#### Gurucetas Elfmeter
Ein weiteres Kapitel der polemischen Konfrontationen wurde am 6. Juni 1970 geschrieben. Barcelona traf im Rückspiel des Viertelfinales in der Copa del Rey zu Hause auf Real Madrid, nachdem die Hauptstädter das Hinspiel mit 2:0 für sich entschieden hatten. Barcelona führte 1:0, als Schiedsrichter Emilio Guruceta für ein Foul von Joaquim Rifé an Manuel Velázquez Elfmeter zu Gunsten Real Madrids gab. Wie später auch der Gefoulte bestätigte, fand der Regelverstoß außerhalb des Strafraumes statt. Als wenig später Barça-Kapitän Eladio wegen Protestierens ausgeschlossen wurde, kam es zu massiven Zuschauerausschreitungen und einer Spielfeldinvasion im Camp Nou und in Folge zum Spielabbruch und Eingreifen der Polizei. Dieser Schiedsrichterfehler war und ist für viele Barcelona-Fans ein Beweis für die aus ihrer Sicht gegebene systematische Benachteiligung jener Tage. Anhänger von Real Madrid wenden ein, dass derartige Fehlentscheidungen im Fußball eben passieren, auch im El Clásico, auch ohne Diktatur – und auch zugunsten der Katalanen.

#### Cruyffs Gala im Bernabéu
Am 17. Februar 1974 erreichte der FC Barcelona einen seiner eindrucksvollsten Erfolge gegen den Erzrivalen. Der in diesem Sommer verpflichtete Johan Cruyff führte die Katalanen zu einem 5:0-Erfolg im Santiago-Bernabéu-Stadion. Die Tore erzielten Asensi (2), Cruyff, Juan Carlos und Sotil. Im selben Jahr sollte der niederländische Ausnahmefußballer seinen einzigen Meistertitel in den Reihen des FC Barcelona gewinnen.
Das 0:5 war die höchste Heimniederlage Reals gegen Barça. Für manche Fans des FC Barcelonas war dieser Sieg Sinnbild für das nahende Ende der Franco-Herrschaft. Günter Netzer war an jenem Tag für Madrid mit von der Partie und habe seinerzeit fühlen können, „was dieser Sieg für die Franco-Gegner bedeutete“.

### Transition bis Gegenwart (seit 1975)
Mit der Transition in Spanien, dem Übergang zu einer parlamentarischen Demokratie sowie der Gründung der Autonomen Gemeinschaften wurden auch die politisch geprägten Spannungen zwischen den Klubs und vor allem deren Anhängerschaft etwas geringer. Die starke Rivalität blieb jedoch erhalten, und so kam es auch in jüngerer Vergangenheit immer wieder zu denkwürdigen Spielen und auch sehr polemischen Zwischenfällen.

#### Supercupfinale 1993
Im Finalrückspiel um den spanischen Supercup trafen die beiden Erzrivalen am 16. Dezember 1993 im Camp Nou aufeinander. Das Hinspiel hatte Real Madrid bereits mit 3:1 für sich entschieden, und auch in Barcelona ging man durch ein Tor von Iván Zamorano in Führung. Barcelona konnte nur noch durch José Mari Bakero ausgleichen. Als die siegreichen Spieler eine Ehrenrunde drehten, begann das erzürnte Publikum Gegenstände auf die Gegner zu werfen, die das Stadion mit Polizeieskorte verlassen mussten.

#### Die Rückkehr Figos

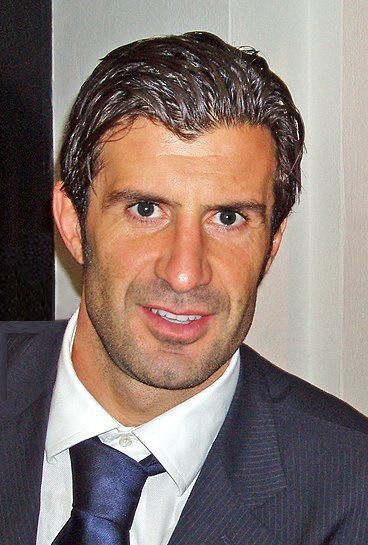
Luís Figo

Ein weiterer großer Eklat ereignete sich am 23. November 2002 im Camp Nou. Der Portugiese Luís Figo, bis zum Sommer 2000 Mannschaftskapitän und einer der Publikumslieblinge in den Reihen des FC Barcelona, kehrte im Trikot von Real Madrid in sein ehemaliges Stadion zurück. Es war zwar schon sein zweiter Auftritt in der Spielstätte des Erzrivalen, doch diesmal ging eine aggressive Kampagne diverser katalanischer Medien, aber auch Vorstandsmitglieder des FC Barcelona, gegen seine Person der Begegnung voraus. Im Laufe des Spiels wurde der portugiesische Mittelfeldspieler ständig vom Publikum mit diversen Gegenständen beworfen und als die Situation, im Zuge eines von ihm auszuführenden Eckstoßes, zu eskalieren drohte, musste der Schiedsrichter das Spiel für fünfzehn Minuten unterbrechen. In Erinnerung geblieben ist zwar besonders der Wurf eines Schweinskopfes, doch unter anderem flogen auch Glasflaschen, eine Billardkugel und ein Klappmesser in Richtung Figo. Der spanische Verband entschloss sich dazu das Stadion des FC Barcelona für zwei Begegnungen zu sperren, doch der Klub selbst weigerte sich diese Strafe hinzunehmen und ging gerichtlich dagegen vor. In einer umstrittenen Entscheidung hob der Verband schließlich am 1. August 2005 die Sperrung auf und wandelte sie in eine 4.000-Euro-Geldstrafe um.

#### „Madrid, huldige dem Meister“
Drei Jahre später (im Jahre 2005) sorgte der Kameruner Nationalspieler Samuel Eto’o, der früher für Real spielte und über die Station RCD Mallorca zu Barça gewechselt war, für Aufregung: Bei der Meisterschaftsfeier des FC Barcelona sang er vor laufenden Kameras: Madrid, cabrón, saluda al campeón! („Madrid, du Scheißverein, huldige dem Meister!“). Eto’o entschuldigte sich später öffentlich für sein Verhalten und wurde vom spanischen Verband mit einer Geldstrafe von 12.000 Euro belegt.

#### Ronaldinhos Gala im Bernabéu

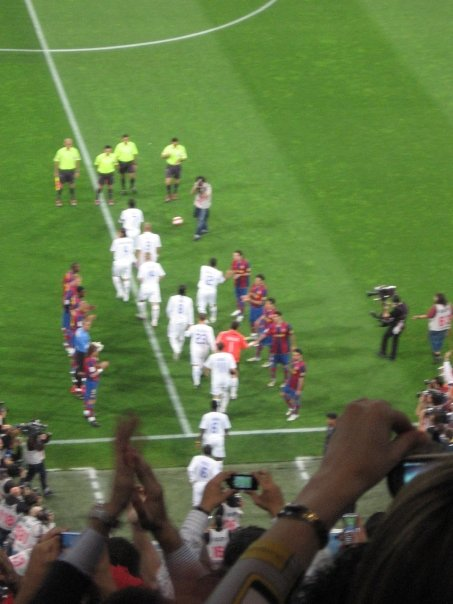
Die Spieler des FC Barcelona stehen Spalier für den Meister (2008)

Ein denkwürdiges Spiel zwischen den Rivalen fand am 19. November 2005 in Madrid statt: Nachdem Samuel Eto’o das 0:1 nach Vorlage von Lionel Messi erzielt hatte, schoss Ronaldinho die beiden weiteren Tore, jeweils nach spektakulären Tempodribblings, bei denen er mehrere Gegenspieler ausspielte beziehungsweise überlief und dabei das halbe Spielfeld überbrückte. Barça gewann das Spiel mit 3:0. Am Ende wurde Ronaldinhos Leistung vom Publikum in Madrid mit stehenden Ovationen bedacht; der einzige Barça-Spieler, der zuvor Applaus im Bernabeu-Stadion bekommen hatte, war Maradona. Ronaldinho wurde am Ende dieser Saison sowohl zum europäischen als auch zum Weltfußballer des Jahres gewählt.

#### Spalier für den Meister 2008
In der Primera Division ist es seit langem Tradition, dass man für einen Verein, der vorzeitig als spanischer Meister feststeht, bis zum Saisonende ein Spalier bildet: Dabei stellen sich die Spieler der noch gegen den neuen Meister spielenden Mannschaften vor Spielbeginn in zwei Reihen auf und bilden so das Spalier, durch das die Spieler des Meisters unter dem Applaus des Gegners in das Stadion einlaufen.
Im Jahr 2008 wurde der FC Barcelona beim Rückspiel des Klassikers in Madrid so auf gleich mehrfache Weise gedemütigt. Nachdem die Madrilenen in der Saison 2007/08 vorzeitig spanischer Meister geworden waren, stand eine englische Woche an. Am folgenden Mittwoch, also nur drei Tage nach dem Titelgewinn, war ausgerechnet der Erzfeind aus Barcelona zu Gast im Bernabeu-Stadion. So mussten die Katalanen nicht nur vor Spielbeginn dem Meister Real Madrid das traditionelle Spalier bilden, sie wurden anschließend auch mit 4:1 abgefertigt, trotz der Feierlichkeiten von Seiten der Madrilenen drei Tage zuvor. Für Madrid bildet dieses Clásico somit einen Höhepunkt, für den FC Barcelona einen Tiefpunkt in der Geschichte des Klassikers.

#### 2:6 in Madrid
Am 2. Mai 2009 trafen die beiden Mannschaften in Madrid in einem „Finalspiel“ um die Meisterschaft aufeinander. Tabellenführer Barcelona hatte bereits den ersten Clásico der Saison am 15. Spieltag mit 2:0 für sich entschieden und sich insgesamt einen komfortablen 12-Punkte-Vorsprung erarbeitet. In der Folge feierte Verfolger Real jedoch in 18 Spielen 17 Siege bei einem Remis und verkürzte den Rückstand auf vier Punkte. Ein Heimsieg im zweiten Clásico hätte Real somit bis auf einen Punkt an den Erzrivalen herangebracht; der Titelkampf wäre vier Spieltage vor Schluss wieder offen gewesen. Doch dazu kam es nicht: Trotz frühen 0:1-Rückstandes gewann Barcelona mit 6:2 (3:1), nach dem 5:0 von 1974 der höchste Auswärtssieg gegen Real. Des Weiteren erzielte Barça erstmals sechs Tore in Madrid, gleichzeitig markierte dieser sechste Treffer das 100. Saisontor der Katalanen.

#### Messi vs. Ronaldo (2009–2018)
Als Cristiano Ronaldo zur Saison 2009/10 zu Real Madrid wechselte, wurde der Clásico neun Jahre lang auch zum Aufeinandertreffen der weltbesten Fußballer: Zwischen 2009 und 2018, als Ronaldo Madrid wieder verließ und zu Juventus Turin wechselte, hieß der Weltfußballer stets Ronaldo oder Messi. Der Clásico wurde somit in diesen Jahren von den Medien zum privaten Kräftemessen dieser beiden stilisiert.
Die besondere Rivalität der beiden Klubs zeigte sich in diesen Jahren speziell in den Spielzeiten 2010/11 und 2011/12, als Pep Guardiola und José Mourinho zeitgleich Trainer von Barcelona bzw. Madrid waren. In dieser Periode kam es auffällig häufig zu Provokationen und Tätlichkeiten auf und neben dem Platz, was zu zahlreichen Gelben und Roten Karten führte. Bereits das erste Aufeinandertreffen in der Ligahinrunde, das Barcelona sensationell mit 5:0 gewann, endete mit Tätlichkeiten und einem Platzverweis für Real Madrid. Auch im Halbfinale der Champions League waren ein Platzverweis und der anschließende Tribünenverweis Mourinhos nicht unbedeutend für die Tatsache, dass Barcelona das Spiel gewann und ins Finale des Wettbewerbs einzog. Sportlich gesehen war der FC Barcelona in dieser Zeit zumeist überlegen. Zwar wurde Real Madrid 2011 durch einen knappen Finalsieg gegen den Erzrivalen Pokalsieger, die Meisterschaft und Champions League gewann jedoch im gleichen Jahr der FC Barcelona. 2012 gewannen die Katalanen den spanischen und europäischen Supercup sowie den Pokal und die FIFA-Klub-WM. In der Liga feierte aber diesmal Real Madrid mit einem neuen Punkt- und Torrekord die Meisterschaft. Nach dem verlorenen Meistertitel verließ Guardiola schließlich den FC Barcelona. Ein Jahr später wurde auch Mourinhos Vertrag in Madrid aufgelöst. Dadurch wurde eine Phase leichter Entspannung eingeleitet. Ab 2013 wurde mit den Verpflichtungen von Neymar und Luis Suárez aufseiten Barcelonas und von Gareth Bale aufseiten Real Madrids der Clásico der nächsten Jahre geprägt vom Duell der Offensivtrios der jeweiligen Teams, die seitens der Fans, angelehnt an ihre Initialen, prominent auf „MSN“ (Messi, Suarez, Neymar) sowie „BBC“ (Bale, Benzema, Cristiano) getauft wurden.
In der Ära Messi-Ronaldo dominierte der FC Barcelona weitestgehend das nationale Geschehen, während Real Madrid letztlich mehr internationale Erfolge feierte: Barcelona verbuchte insgesamt sechs Meisterschaften, fünf Pokalsiege sowie zwei UEFA-Champions-League-Titel. Im gleichen Zeitraum gewann Real Madrid nur je zweimal die Meisterschaft und den Pokal. Allerdings feierten die Madrilenen ab der Saison 2013/14 innerhalb von fünf Jahren gleich vier Champions-League-Siege: Unter Trainer Zinédine Zidane gelang dabei – als erstes Team überhaupt seit Umbenennung des Wettbewerbs 1992 – gar der europäische Titelhattrick (2016–2018).

#### Post Messi-Ronaldo-Ära & Gegenwart (seit 2018)
Die folgende Saison gewann Barcelona beide Ligaspiele und verlor damit seit der Saison 2016/17 nicht mehr gegen Madrid. Auch im Pokal blieb die Mannschaft von Barcelona ungeschlagen und bezwang Real Madrid im Rückspiel nach einem Unentschieden im Hinspiel in Barcelona, sodass die Mannschaft in das Pokalfinale 2019 gegen den FC Valencia einziehen konnte. Der Clásico fand dabei innerhalb einer Woche zweimal in Madrid statt, wobei in beiden Begegnungen der FC Barcelona das Spiel für sich entscheiden konnte mit 3:0 mit zwei Toren von Luis Suárez sowie einem Eigentor von Raphäel Varane und 1:0 mit einem Tor von Ivan Rakitic.
Ab der Saison 2019/20 erholte sich Real Madrid sportlich vom Abgang Cristiano Ronaldos und stellte mit einem 2:0-Sieg im Clásico die Weichen für die – von der COVID-19 Pandemie unterbrochenen – Meisterschaft. Barcelonas verheerender wirtschaftliche Zustand infolge von fehlendem Erfolg in den internationalen Wettbewerben und horrenden Spielergehältern zwang zum Abgang von Lionel Messi im Sommer 2021. Der sportliche Verlust des Superstars und besten Torschützen der Clásico-Geschichte sowie Real Madrids sportlicher Aufstieg mit der Rückkehr von Carlo Ancelotti auf den Trainerposten ab der Saison 2021/22 begründete eine wachsende Dominanz Real Madrids. Unter dem Italiener gewannen die Madrilenen sieben der folgenden elf Clásicos, worunter der 0:4-Sieg im Halbfinalrückspiel des Pokals in der Saison 22/23 sowie ein 4:1-Finalsieg im jüngst in Saudi-Arabien ausgetragenem spanischen Supercup 2024 fielen – mit Dreierpacks von Karim Benzema respektive Vinícius Júnior. National verbuchte Real Madrid in dieser Zeit drei Meisterschaften, zwei Supercups und einen Pokalsieg. Der FC Barcelona gewann eine Meisterschaft und einen Supercup. International verdeutlicht sich der Abstand der beiden Teams: Gewann Real Madrid unter Ancelotti die Champions League 21/22, folgte auf eine Halbfinalteilnahme 22/23 der erneute Triumph in der Champions League 23/24. Hingegen kam Barcelona seit der Saison 2018/19 nicht über das Viertelfinale hinaus und schied in den Saisons 21/22 sowie 22/23 jeweils in der Gruppenphase aus.

## Mediale Aufmerksamkeit
„El Clásico“ gehört zu den meistgesehenen Sportveranstaltungen weltweit. Etwa 400 Millionen Menschen aus über 30 verschiedenen Ländern sahen die Live-Übertragung des Ligaspiels vom 7. Oktober 2012, das mit einem 2:2-Unentschieden endete. Die Anstoßzeit des Hinspiels der Saison 2017/18 wurde von der Liga auf 13:00 MEZ festgelegt, um den asiatischen Markt zu bedienen. Das Spiel im Bernabéu endete 0:3 für den FC Barcelona.

## Beteiligte Spieler

### Deutsche Spieler
Der erste Deutsche, der einen Clásico im Trikot des FC Barcelona absolvierte, war Udo Steinberg, der 1902 in der Copa de la Coronación beim ersten Aufeinandertreffen beider Klubs überhaupt dabei war. Zugleich war er mit seinen ersten beiden Treffern für Barcelona – das Spiel am 13. Mai 1902 endete 3:1 – der erste Torschütze überhaupt bei El Clásico.
Der zweite deutsche Clásico-Teilnehmer – wiederum für „Barça“ – war Emil Walter im Jahr 1929. Insgesamt 20 Partien bestritt Bernd Schuster; davon 14 als Spieler von Barcelona und sechs für Real Madrid. Uli Stielike stand zwischen 1977 und 1985 in 18 Clásico-Auflagen für die „Königlichen“ auf dem Platz. Ebenfalls für Real Madrid waren im Einsatz: Günter Netzer (5 Partien, 1973–76), Paul Breitner (4 Partien, 1974–77), Christoph Metzelder (2 Partien, 2008–09), Mesut Özil (18 Partien, 2010–13), Sami Khedira (21 Partien, 2010–15) sowie Rekordhalter Toni Kroos (28 Partien, 2014–24). Für den FC Barcelona waren zudem im Einsatz: Marc-André ter Stegen (23 Partien seit 2016) und İlkay Gündoğan (3 Partien, 2023–24).

### Weitere Spieler aus der Deutschen Bundesliga
Die weiteren Spieler, die davor in der Deutschen Bundesliga spielten und einen Clásico absolvierten, waren für Barcelona u. a. der Schweiz-Kroate Ivan Rakitić (ehemals FC Schalke 04), der Pole Robert Lewandowski (ehemals Borussia Dortmund) sowie der Franzose Ousmane Dembelé (ehemals Borussia Dortmund).

### Spieler, die für beide Mannschaften aktiv waren
Zahlreiche spanische und internationale Fußballstars streiften im Laufe ihrer Karriere die Trikots beider Klubs über. Beispiele sind Ricardo Zamora, Josep Samitier, Lucien Muller, Bernd Schuster, Michael Laudrup, Gheorghe Hagi, Ronaldo oder Samuel Eto’o. Oftmals führte dies auch zu sehr negativer Reaktion von Seiten der Fans, wie im Falle von Luis Enrique, der von den Real-Madrid-Anhängern nach seinem Wechsel stets mit gellendem Pfeifkonzert empfangen wurde, oder Luís Figo, dessen Transfer vom FC Barcelona zum Erzrivalen schließlich zu Zuschauerausschreitungen im Camp Nou im Jahre 2002 führte.

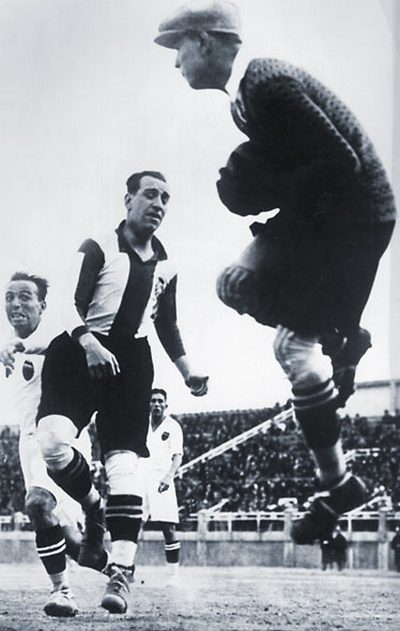
Ricardo Zamora (rechts)
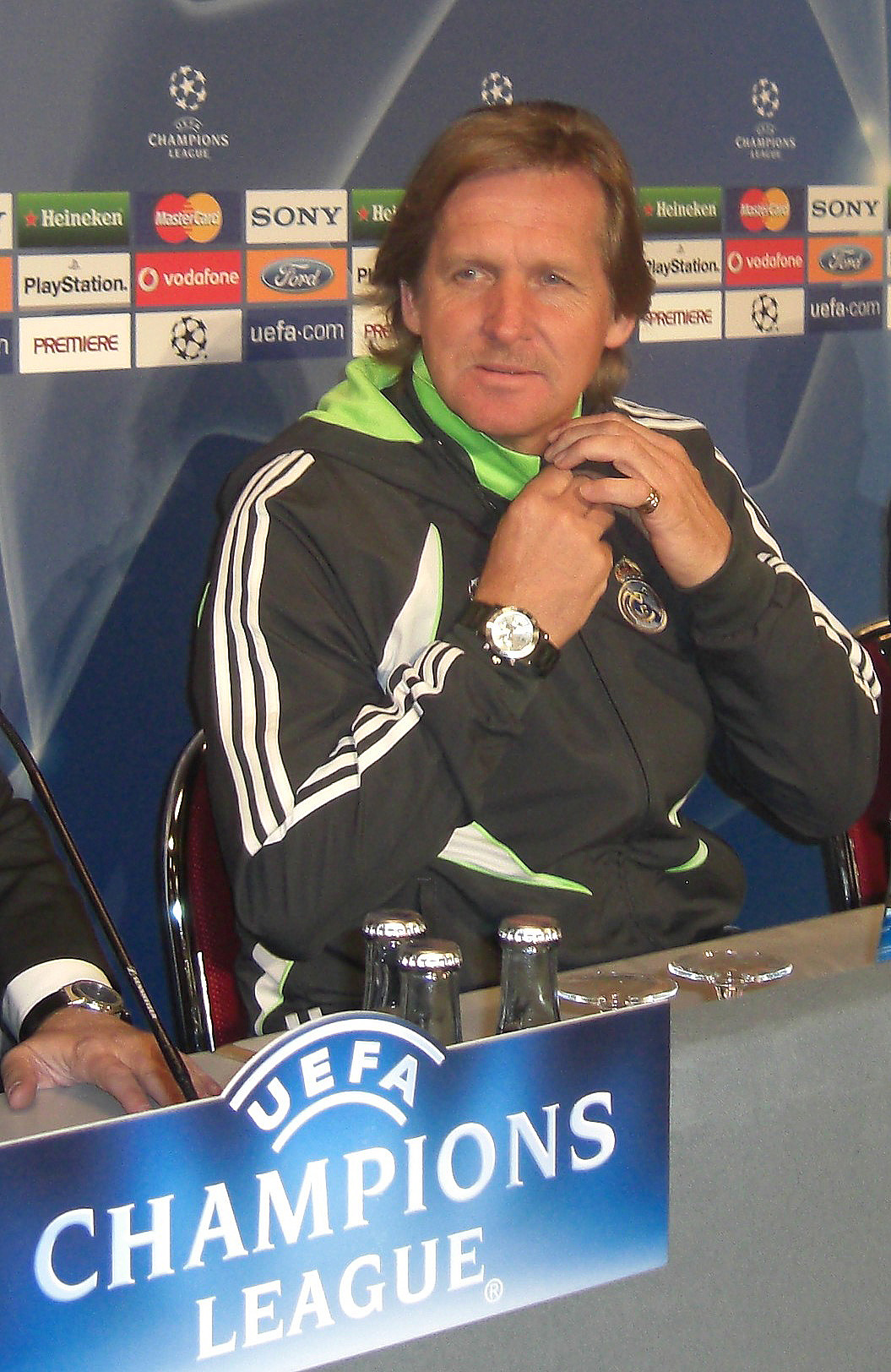
Bernd Schuster
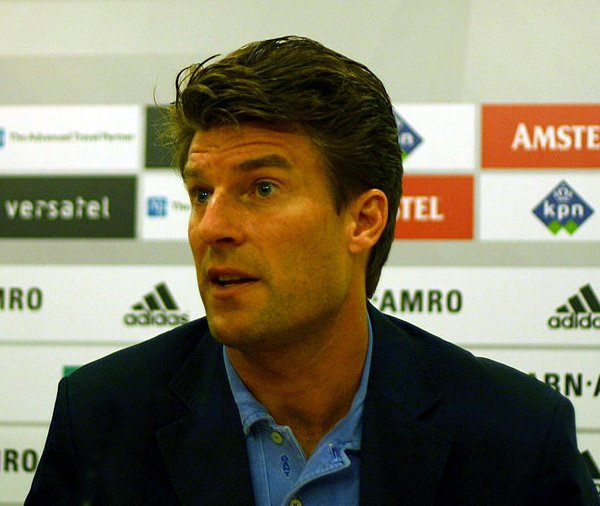
Michael Laudrup
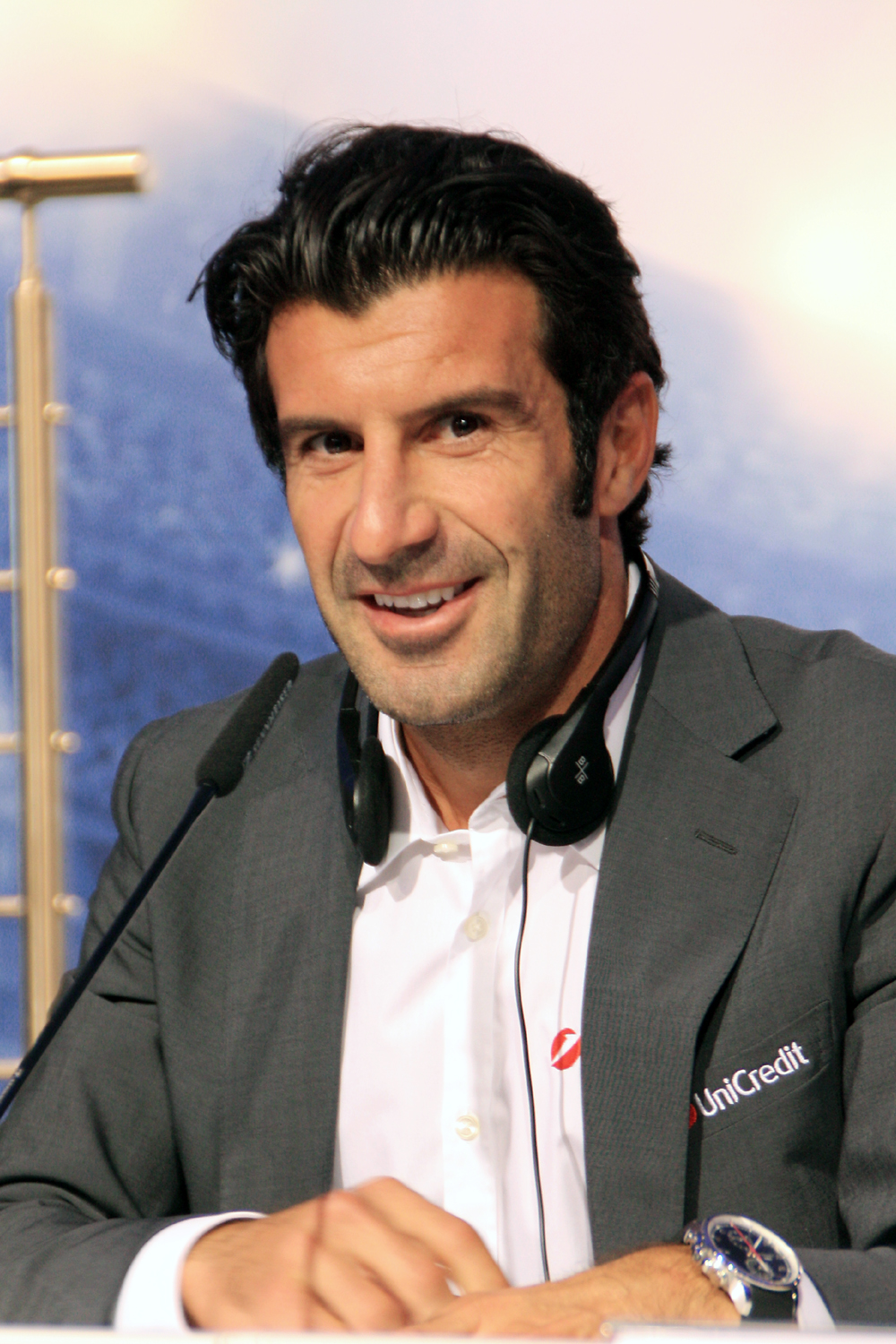
Luís Figo
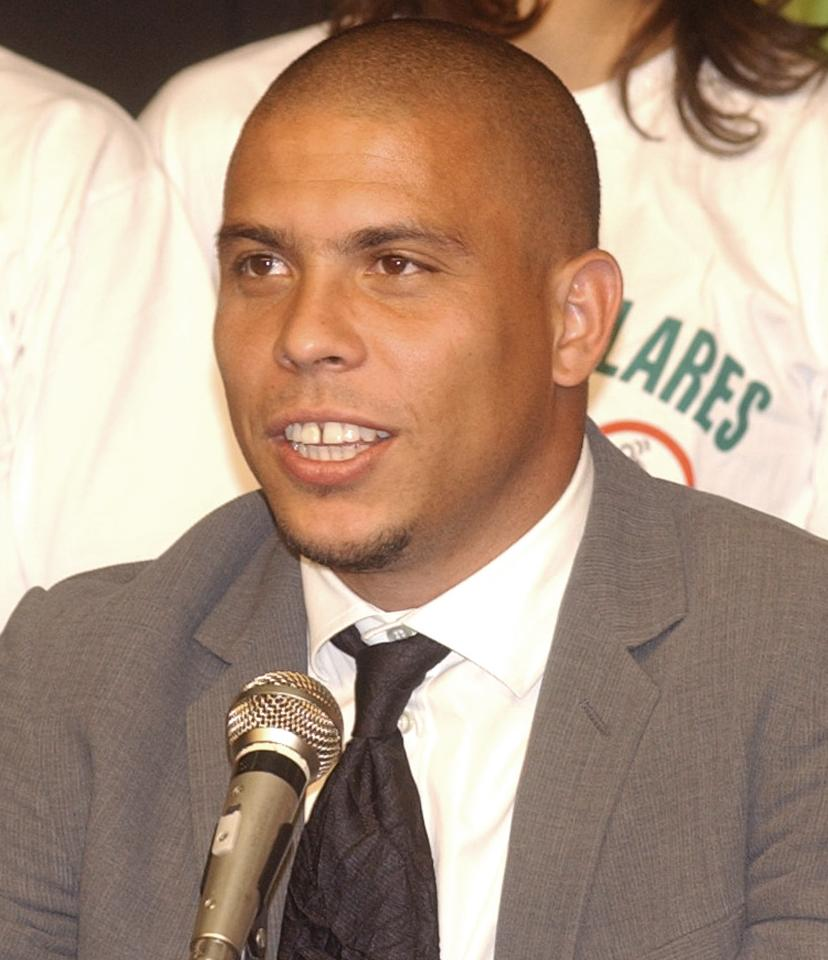
Ronaldo
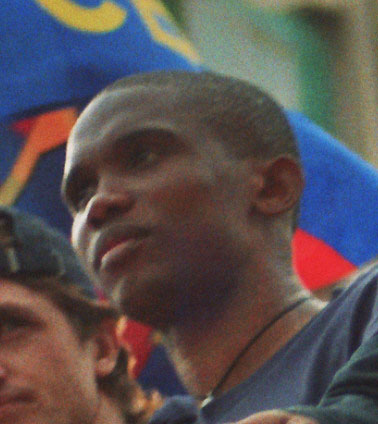
Samuel Eto’o

| Jahr | Spieler            | von… zu                                                              |
| ---- | ------------------ | -------------------------------------------------------------------- |
| 1902 | Alfonso Albéniz    | Barcelona → Real Madrid                                              |
| 1905 | Luciano Lizárraga  | Real Madrid → Barcelona                                              |
| 1906 | Charlie Wallace    | Barcelona → Real Madrid                                              |
| 1906 | José Quirante      | Barcelona → Real Madrid                                              |
| 1911 | Alfonso Albéniz    | Barcelona → Real Madrid                                              |
| 1911 | Arsenio Comamala   | Barcelona → Real Madrid                                              |
| 1913 | Walter Rozitsky    | Barcelona → Real Madrid                                              |
| 1930 | Ricardo Zamora     | Barcelona → Espanyol → Real Madrid                                   |
| 1932 | Josep Samitier     | Barcelona → Real Madrid                                              |
| 1939 | Hilario            | Real Madrid → FC Valencia → Barcelona                                |
| 1950 | Alfonso Navarro    | Barcelona → Real Madrid                                              |
| 1961 | Justo Tejada       | Barcelona → Real Madrid                                              |
| 1961 | Jesús María Pereda | Real Madrid → Real Valladolid → FC Sevilla → Barcelona               |
| 1962 | Evaristo de Macedo | Barcelona → Real Madrid                                              |
| 1965 | Fernand Goyvaerts  | Barcelona → Real Madrid                                              |
| 1965 | Lucien Muller      | Real Madrid → Barcelona                                              |
| 1980 | Lorenzo Amador     | Real Madrid → Hércules → Barcelona                                   |
| 1988 | Bernd Schuster     | Barcelona → Real Madrid                                              |
| 1990 | Luis Milla         | Barcelona → Real Madrid                                              |
| 1992 | Nando              | Barcelona → Real Madrid                                              |
| 1994 | Gheorghe Hagi      | Real Madrid → Brescia Calcio → Barcelona                             |
| 1994 | Julen Lopetegui    | Real Madrid → CD Logroñés → Barcelona                                |
| 1994 | Michael Laudrup    | Barcelona → Real Madrid                                              |
| 1995 | Robert Prosinečki  | Real Madrid → Real Oviedo → Barcelona                                |
| 1995 | Miquel Soler       | Barcelona → FC Sevilla → Real Madrid                                 |
| 1996 | Luis Enrique       | Real Madrid → Barcelona                                              |
| 1999 | Dani               | Real Madrid → RCD Mallorca → Barcelona                               |
| 2000 | Luís Figo          | Barcelona → Real Madrid                                              |
| 2000 | Albert Celades     | Barcelona → Celta Vigo → Real Madrid                                 |
| 2000 | Alfonso            | Real Madrid → Betis Sevilla → Barcelona                              |
| 2002 | Ronaldo            | Barcelona → Inter Mailand → Real Madrid                              |
| 2004 | Samuel Eto’o       | Real Madrid → RCD Mallorca → Barcelona                               |
| 2007 | Javier Saviola     | Barcelona → Real Madrid                                              |
| 2022 | Marcos Alonso      | Real Madrid → Bolton Wanderers → AC Florenz → FC Chelsea → Barcelona |

## Statistik
| Wettbewerb                                            | Spiele | Siege Real Madrid | Unentschieden | Siege FC Barcelona | Tore Real Madrid | Tore FC Barcelona |
| ----------------------------------------------------- | ------ | ----------------- | ------------- | ------------------ | ---------------- | ----------------- |
| Primera División                                      | 190    | 79                | 35            | 76                 | 307              | 309               |
| Copa del Rey                                          | 38     | 13                | 8             | 17                 | 71               | 71                |
| Supercopa de España                                   | 18     | 10                | 2             | 6                  | 40               | 29                |
| Copa de la Liga                                       | 6      | 0                 | 4             | 2                  | 8                | 13                |
| Europapokal der Landesmeister / UEFA Champions League | 8      | 3                 | 3             | 2                  | 13               | 10                |
| Copa de la Coronación                                 | 1      | 0                 | 0             | 1                  | 1                | 3                 |
| Gesamt Pflichtspiele                                  | 261    | 105               | 52            | 104                | 440              | 435               |
| Freundschaftsspiele                                   | 35     | 4                 | 10            | 21                 | 43               | 87                |
| Gesamt (alle Spiele)                                  | 296    | 109               | 62            | 125                | 483              | 522               |
| Stand: 11. Mai 2025                                   |        |                   |               |                    |                  |                   |

## Liste der Spiele

### Alle Pflichtspiele
Die folgende Tabelle listet alle Pflichtspiele, in denen die beiden Mannschaften aufeinander trafen, in chronologischer Reihenfolge auf.
| Nr.                                                                                            | Datum         | Wettbewerb                               | Runde                              | Heim         | Gast         | Ergebnis             |
| ---------------------------------------------------------------------------------------------- | ------------- | ---------------------------------------- | ---------------------------------- | ------------ | ------------ | -------------------- |
| 001                                                                                            | 13. Mai 1902  | Copa de la Coronación                    | Halbfinale                         | FC Barcelona | Madrid FC    | 3:1                  |
| Einführung der Copa del Rey 1903                                                               |               |                                          |                                    |              |              |                      |
| 002                                                                                            | 26. März 1916 | Copa del Rey 1916                        | Halbfinale (Hinspiel)              | FC Barcelona | Real Madrid  | 2:1                  |
| 003                                                                                            | 2. Apr. 1916  | Copa del Rey 1916                        | Halbfinale (Rückspiel)             | Real Madrid  | FC Barcelona | 4:1                  |
| 004                                                                                            | 13. Apr. 1916 | Copa del Rey 1916                        | Halbfinale (1. Wiederholungsspiel) | Real Madrid  | FC Barcelona | 6:6 n. V.            |
| 005                                                                                            | 15. Apr. 1916 | Copa del Rey 1916                        | Halbfinale (2. Wiederholungsspiel) | Real Madrid  | FC Barcelona | 4:2                  |
| 006                                                                                            | 18. Apr. 1926 | Copa del Rey 1926                        | Viertelfinale (Hinspiel)           | Real Madrid  | FC Barcelona | 1:5                  |
| 007                                                                                            | 25. Apr. 1926 | Copa del Rey 1926                        | Viertelfinale (Rückspiel)          | FC Barcelona | Real Madrid  | 3:0                  |
| Einführung der Primera División 1929                                                           |               |                                          |                                    |              |              |                      |
| 008                                                                                            | 17. Feb. 1929 | Primera División 1929                    | 02. Spieltag                       | FC Barcelona | Real Madrid  | 1:2                  |
| 009                                                                                            | 9. Mai 1929   | Primera División 1929                    | 11. Spieltag                       | Real Madrid  | FC Barcelona | 0:1                  |
| 010                                                                                            | 26. Jan. 1930 | Primera División 1929/30                 | 09. Spieltag                       | FC Barcelona | Real Madrid  | 1:4                  |
| 011                                                                                            | 30. März 1930 | Primera División 1929/30                 | 18. Spieltag                       | Real Madrid  | FC Barcelona | 5:1                  |
| 012                                                                                            | 1. Feb. 1931  | Primera División 1930/31                 | 09. Spieltag                       | Real Madrid  | FC Barcelona | 0:0                  |
| 013                                                                                            | 5. Apr. 1931  | Primera División 1930/31                 | 18. Spieltag                       | FC Barcelona | Real Madrid  | 3:1                  |
| 014                                                                                            | 31. Jan. 1932 | Primera División 1931/32                 | 09. Spieltag                       | Real Madrid  | FC Barcelona | 2:0                  |
| 015                                                                                            | 3. Apr. 1932  | Primera División 1931/32                 | 18. Spieltag                       | FC Barcelona | Real Madrid  | 2:2                  |
| 016                                                                                            | 1. Jan. 1933  | Primera División 1932/33                 | 06. Spieltag                       | FC Barcelona | Real Madrid  | 1:1                  |
| 017                                                                                            | 5. März 1933  | Primera División 1932/33                 | 15. Spieltag                       | Real Madrid  | FC Barcelona | 2:1                  |
| 018                                                                                            | 26. Nov. 1933 | Primera División 1933/34                 | 04. Spieltag                       | FC Barcelona | Real Madrid  | 1:2                  |
| 019                                                                                            | 28. Jan. 1934 | Primera División 1933/34                 | 13. Spieltag                       | Real Madrid  | FC Barcelona | 4:0                  |
| 020                                                                                            | 3. Feb. 1935  | Primera División 1934/35                 | 10. Spieltag                       | Real Madrid  | FC Barcelona | 8:2                  |
| 021                                                                                            | 21. Apr. 1935 | Primera División 1934/35                 | 18. Spieltag                       | FC Barcelona | Real Madrid  | 5:0                  |
| 022                                                                                            | 26. Dez. 1935 | Primera División 1935/36                 | 07. Spieltag                       | FC Barcelona | Real Madrid  | 0:3                  |
| 023                                                                                            | 22. März 1936 | Primera División 1935/36                 | 18. Spieltag                       | Real Madrid  | FC Barcelona | 3:0                  |
| 024                                                                                            | 21. Juni 1936 | Copa del Presidente de la República 1936 | Finale                             | Real Madrid  | FC Barcelona | 2:1                  |
| Während des Spanischen Bürgerkriegs wurden von 1936 bis 1939 keine Meisterschaften ausgetragen |               |                                          |                                    |              |              |                      |
| 025                                                                                            | 28. Jan. 1940 | Primera División 1939/40                 | 09. Spieltag                       | Real Madrid  | FC Barcelona | 2:1                  |
| 026                                                                                            | 14. Apr. 1940 | Primera División 1939/40                 | 20. Spieltag                       | FC Barcelona | Real Madrid  | 0:0                  |
| 027                                                                                            | 1. Dez. 1940  | Primera División 1940/41                 | 10. Spieltag                       | FC Barcelona | Real Madrid  | 3:0                  |
| 028                                                                                            | 23. Feb. 1941 | Primera División 1940/41                 | 21. Spieltag                       | Real Madrid  | FC Barcelona | 1:2                  |
| 029                                                                                            | 19. Okt. 1941 | Primera División 1941/42                 | 04. Spieltag                       | Real Madrid  | FC Barcelona | 4:3                  |
| 030                                                                                            | 25. Jan. 1942 | Primera División 1941/42                 | 17. Spieltag                       | FC Barcelona | Real Madrid  | 0:2                  |
| 031                                                                                            | 27. Sep. 1942 | Primera División 1942/43                 | 01. Spieltag                       | Real Madrid  | FC Barcelona | 3:0                  |
| 032                                                                                            | 10. Jan. 1943 | Primera División 1942/43                 | 14. Spieltag                       | FC Barcelona | Real Madrid  | 5:5                  |
| 033                                                                                            | 6. Juni 1943  | Copa del Generalísimo 1943               | Halbfinale (Hinspiel)              | FC Barcelona | Real Madrid  | 3:0                  |
| 034                                                                                            | 13. Juni 1943 | Copa del Generalísimo 1943               | Halbfinale (Rückspiel)             | Real Madrid  | FC Barcelona | 11:1                 |
| 035                                                                                            | 2. Jan. 1944  | Primera División 1943/44                 | 13. Spieltag                       | Real Madrid  | FC Barcelona | 0:1                  |
| 036                                                                                            | 9. Apr. 1944  | Primera División 1943/44                 | 26. Spieltag                       | FC Barcelona | Real Madrid  | 1:2                  |
| 037                                                                                            | 9. Nov. 1944  | Primera División 1944/45                 | 08. Spieltag                       | Real Madrid  | FC Barcelona | 1:0                  |
| 038                                                                                            | 25. März 1945 | Primera División 1944/45                 | 21. Spieltag                       | FC Barcelona | Real Madrid  | 5:0                  |
| 039                                                                                            | 25. Nov. 1945 | Primera División 1945/46                 | 09. Spieltag                       | Real Madrid  | FC Barcelona | 3:2                  |
| 040                                                                                            | 3. März 1946  | Primera División 1945/46                 | 22. Spieltag                       | FC Barcelona | Real Madrid  | 1:0                  |
| 041                                                                                            | 1. Dez. 1946  | Primera División 1946/47                 | 11. Spieltag                       | Real Madrid  | FC Barcelona | 2:1                  |
| 042                                                                                            | 30. März 1947 | Primera División 1946/47                 | 24. Spieltag                       | FC Barcelona | Real Madrid  | 3:2                  |
| 043                                                                                            | 12. Okt. 1947 | Primera División 1947/48                 | 04. Spieltag                       | Real Madrid  | FC Barcelona | 1:1                  |
| 044                                                                                            | 25. Jan. 1948 | Primera División 1947/48                 | 17. Spieltag                       | FC Barcelona | Real Madrid  | 4:2                  |
| 045                                                                                            | 19. Sep. 1948 | Primera División 1948/49                 | 02. Spieltag                       | Real Madrid  | FC Barcelona | 1:2                  |
| 046                                                                                            | 15. Jan. 1949 | Primera División 1948/49                 | 16. Spieltag                       | FC Barcelona | Real Madrid  | 3:1                  |
| 047                                                                                            | 18. Sep. 1949 | Primera División 1949/50                 | 03. Spieltag                       | Real Madrid  | FC Barcelona | 6:1                  |
| 048                                                                                            | 15. Jan. 1950 | Primera División 1949/50                 | 16. Spieltag                       | FC Barcelona | Real Madrid  | 2:3                  |
| 049                                                                                            | 24. Sep. 1950 | Primera División 1950/51                 | 03. Spieltag                       | FC Barcelona | Real Madrid  | 7:2                  |
| 050                                                                                            | 14. Jan. 1951 | Primera División 1950/51                 | 18. Spieltag                       | Real Madrid  | FC Barcelona | 4:1                  |
| 051                                                                                            | 11. Nov. 1951 | Primera División 1951/52                 | 10. Spieltag                       | Real Madrid  | FC Barcelona | 5:1                  |
| 052                                                                                            | 2. März 1952  | Primera División 1951/52                 | 25. Spieltag                       | FC Barcelona | Real Madrid  | 4:2                  |
| 053                                                                                            | 23. Nov. 1952 | Primera División 1952/53                 | 11. Spieltag                       | Real Madrid  | FC Barcelona | 2:1                  |
| 054                                                                                            | 5. Apr. 1953  | Primera División 1952/53                 | 26. Spieltag                       | FC Barcelona | Real Madrid  | 1:0                  |
| 055                                                                                            | 25. Okt. 1953 | Primera División 1953/54                 | 07. Spieltag                       | Real Madrid  | FC Barcelona | 5:0                  |
| 056                                                                                            | 21. Feb. 1954 | Primera División 1953/54                 | 22. Spieltag                       | FC Barcelona | Real Madrid  | 5:1                  |
| 057                                                                                            | 6. Juni 1954  | Copa del Generalísimo 1954               | Halbfinale (Hinspiel)              | Real Madrid  | FC Barcelona | 1:0                  |
| 058                                                                                            | 13. Juni 1954 | Copa del Generalísimo 1954               | Halbfinale (Rückspiel)             | FC Barcelona | Real Madrid  | 3:1                  |
| 059                                                                                            | 21. Nov. 1954 | Primera División 1954/55                 | 11. Spieltag                       | Real Madrid  | FC Barcelona | 3:0                  |
| 060                                                                                            | 6. März 1955  | Primera División 1954/55                 | 26. Spieltag                       | FC Barcelona | Real Madrid  | 2:2                  |
| 061                                                                                            | 13. Nov. 1955 | Primera División 1955/56                 | 10. Spieltag                       | Real Madrid  | FC Barcelona | 2:1                  |
| 062                                                                                            | 18. März 1956 | Primera División 1955/56                 | 25. Spieltag                       | FC Barcelona | Real Madrid  | 2:0                  |
| 063                                                                                            | 11. Nov. 1956 | Primera División 1956/57                 | 10. Spieltag                       | FC Barcelona | Real Madrid  | 1:0                  |
| 064                                                                                            | 3. März 1957  | Primera División 1956/57                 | 25. Spieltag                       | Real Madrid  | FC Barcelona | 1:0                  |
| 065                                                                                            | 12. Mai 1957  | Copa del Generalísimo 1957               | Viertelfinale (Hinspiel)           | Real Madrid  | FC Barcelona | 2:2                  |
| 066                                                                                            | 19. Mai 1957  | Copa del Generalísimo 1957               | Viertelfinale (Rückspiel)          | FC Barcelona | Real Madrid  | 6:1                  |
| 067                                                                                            | 13. Okt. 1957 | Primera División 1957/58                 | 05. Spieltag                       | Real Madrid  | FC Barcelona | 3:0                  |
| 068                                                                                            | 2. Feb. 1958  | Primera División 1957/58                 | 20. Spieltag                       | FC Barcelona | Real Madrid  | 0:2                  |
| 069                                                                                            | 26. Okt. 1958 | Primera División 1958/59                 | 07. Spieltag                       | FC Barcelona | Real Madrid  | 4:0                  |
| 070                                                                                            | 15. Feb. 1959 | Primera División 1958/59                 | 22. Spieltag                       | Real Madrid  | FC Barcelona | 1:0                  |
| 071                                                                                            | 7. Juni 1959  | Copa del Generalísimo 1959               | Halbfinale (Hinspiel)              | Real Madrid  | FC Barcelona | 2:4                  |
| 072                                                                                            | 14. Juni 1959 | Copa del Generalísimo 1959               | Halbfinale (Rückspiel)             | FC Barcelona | Real Madrid  | 3:1                  |
| 073                                                                                            | 29. Nov. 1959 | Primera División 1959/60                 | 11. Spieltag                       | Real Madrid  | FC Barcelona | 2:0                  |
| 074                                                                                            | 20. März 1960 | Primera División 1959/60                 | 26. Spieltag                       | FC Barcelona | Real Madrid  | 3:1                  |
| 075                                                                                            | 21. Apr. 1960 | Europapokal der Landesmeister 1959/60    | Halbfinale (Hinspiel)              | Real Madrid  | FC Barcelona | 3:1                  |
| 076                                                                                            | 27. Apr. 1960 | Europapokal der Landesmeister 1959/60    | Halbfinale (Rückspiel)             | FC Barcelona | Real Madrid  | 1:3                  |
| 077                                                                                            | 9. Nov. 1960  | Europapokal der Landesmeister 1960/61    | 1. Runde (Hinspiel)                | Real Madrid  | FC Barcelona | 2:2                  |
| 078                                                                                            | 25. Nov. 1960 | Europapokal der Landesmeister 1960/61    | 1. Runde (Rückspiel)               | FC Barcelona | Real Madrid  | 2:1                  |
| 079                                                                                            | 4. Dez. 1960  | Primera División 1960/61                 | 12. Spieltag                       | FC Barcelona | Real Madrid  | 3:5                  |
| 080                                                                                            | 26. März 1961 | Primera División 1960/61                 | 27. Spieltag                       | Real Madrid  | FC Barcelona | 3:2                  |
| 081                                                                                            | 30. Sep. 1961 | Primera División 1961/62                 | 10. Spieltag                       | Real Madrid  | FC Barcelona | 2:0                  |
| 082                                                                                            | 21. Jan. 1962 | Primera División 1961/62                 | 20. Spieltag                       | FC Barcelona | Real Madrid  | 3:1                  |
| 083                                                                                            | 15. Apr. 1962 | Copa del Generalísimo 1962               | Viertelfinale (Hinspiel)           | Real Madrid  | FC Barcelona | 0:1                  |
| 084                                                                                            | 22. Apr. 1962 | Copa del Generalísimo 1962               | Viertelfinale (Rückspiel)          | FC Barcelona | Real Madrid  | 1:3                  |
| 085                                                                                            | 30. Sep. 1962 | Primera División 1962/63                 | 03. Spieltag                       | Real Madrid  | FC Barcelona | 2:0                  |
| 086                                                                                            | 27. Jan. 1963 | Primera División 1962/63                 | 18. Spieltag                       | FC Barcelona | Real Madrid  | 1:5                  |
| 087                                                                                            | 15. Dez. 1963 | Primera División 1963/64                 | 12. Spieltag                       | Real Madrid  | FC Barcelona | 4:0                  |
| 088                                                                                            | 30. März 1964 | Primera División 1963/64                 | 27. Spieltag                       | FC Barcelona | Real Madrid  | 1:2                  |
| 089                                                                                            | 8. Nov. 1964  | Primera División 1964/65                 | 09. Spieltag                       | Real Madrid  | FC Barcelona | 4:1                  |
| 090                                                                                            | 28. Feb. 1965 | Primera División 1964/65                 | 24. Spieltag                       | FC Barcelona | Real Madrid  | 1:2                  |
| 091                                                                                            | 19. Dez. 1965 | Primera División 1965/66                 | 14. Spieltag                       | Real Madrid  | FC Barcelona | 1:3                  |
| 092                                                                                            | 27. März 1966 | Primera División 1965/66                 | 29. Spieltag                       | FC Barcelona | Real Madrid  | 2:1                  |
| 093                                                                                            | 20. Nov. 1966 | Primera División 1966/67                 | 10. Spieltag                       | Real Madrid  | FC Barcelona | 1:0                  |
| 094                                                                                            | 19. März 1967 | Primera División 1966/67                 | 25. Spieltag                       | FC Barcelona | Real Madrid  | 2:1                  |
| 095                                                                                            | 10. Dez. 1967 | Primera División 1967/68                 | 12. Spieltag                       | Real Madrid  | FC Barcelona | 1:1                  |
| 096                                                                                            | 9. Apr. 1968  | Primera División 1967/68                 | 27. Spieltag                       | FC Barcelona | Real Madrid  | 1:1                  |
| 097                                                                                            | 11. Juli 1968 | Copa del Generalísimo 1968               | Finale                             | Real Madrid  | FC Barcelona | 0:1                  |
| 098                                                                                            | 16. Nov. 1968 | Primera División 1968/69                 | 09. Spieltag                       | Real Madrid  | FC Barcelona | 2:1                  |
| 099                                                                                            | 9. März 1969  | Primera División 1968/69                 | 24. Spieltag                       | FC Barcelona | Real Madrid  | 1:1                  |
| 100                                                                                            | 14. Sep. 1969 | Primera División 1969/70                 | 01. Spieltag                       | Real Madrid  | FC Barcelona | 3:3                  |
| 101                                                                                            | 28. Dez. 1969 | Primera División 1969/70                 | 16. Spieltag                       | FC Barcelona | Real Madrid  | 1:0                  |
| 102                                                                                            | 30. Mai 1970  | Copa del Generalísimo 1970               | Viertelfinale (Hinspiel)           | Real Madrid  | FC Barcelona | 2:0                  |
| 103                                                                                            | 6. Juni 1970  | Copa del Generalísimo 1970               | Viertelfinale (Rückspiel)          | FC Barcelona | Real Madrid  | 1:1                  |
| 104                                                                                            | 25. Okt. 1970 | Primera División 1970/71                 | 07. Spieltag                       | Real Madrid  | FC Barcelona | 0:1                  |
| 105                                                                                            | 14. Feb. 1971 | Primera División 1970/71                 | 22. Spieltag                       | FC Barcelona | Real Madrid  | 0:1                  |
| 106                                                                                            | 28. Nov. 1971 | Primera División 1971/72                 | 11. Spieltag                       | Real Madrid  | FC Barcelona | 1:1                  |
| 107                                                                                            | 3. Apr. 1972  | Primera División 1971/72                 | 28. Spieltag                       | FC Barcelona | Real Madrid  | 1:0                  |
| 108                                                                                            | 1. Okt. 1972  | Primera División 1972/73                 | 05. Spieltag                       | FC Barcelona | Real Madrid  | 1:0                  |
| 109                                                                                            | 25. Feb. 1973 | Primera División 1972/73                 | 22. Spieltag                       | Real Madrid  | FC Barcelona | 0:0                  |
| 110                                                                                            | 7. Okt. 1973  | Primera División 1973/74                 | 06. Spieltag                       | FC Barcelona | Real Madrid  | 0:0                  |
| 111                                                                                            | 17. Feb. 1974 | Primera División 1973/74                 | 22. Spieltag                       | Real Madrid  | FC Barcelona | 0:5                  |
| 112                                                                                            | 29. Juni 1974 | Copa del Generalísimo 1974               | Finale                             | Real Madrid  | FC Barcelona | 4:0                  |
| 113                                                                                            | 5. Jan. 1975  | Primera División 1974/75                 | 15. Spieltag                       | Real Madrid  | FC Barcelona | 1:0                  |
| 114                                                                                            | 11. Mai 1975  | Primera División 1974/75                 | 32. Spieltag                       | FC Barcelona | Real Madrid  | 0:0                  |
| 115                                                                                            | 28. Dez. 1975 | Primera División 1975/76                 | 15. Spieltag                       | FC Barcelona | Real Madrid  | 2:1                  |
| 116                                                                                            | 30. Apr. 1976 | Primera División 1975/76                 | 32. Spieltag                       | Real Madrid  | FC Barcelona | 0:2                  |
| 117                                                                                            | 19. Sep. 1976 | Primera División 1976/77                 | 03. Spieltag                       | FC Barcelona | Real Madrid  | 3:1                  |
| 118                                                                                            | 30. Jan. 1977 | Primera División 1976/77                 | 20. Spieltag                       | Real Madrid  | FC Barcelona | 1:1                  |
| 119                                                                                            | 4. Dez. 1977  | Primera División 1977/78                 | 12. Spieltag                       | FC Barcelona | Real Madrid  | 2:3                  |
| 120                                                                                            | 30. Jan. 1978 | Primera División 1977/78                 | 29. Spieltag                       | Real Madrid  | FC Barcelona | 4:0                  |
| 121                                                                                            | 23. Dez. 1978 | Primera División 1978/79                 | 04. Spieltag                       | Real Madrid  | FC Barcelona | 3:1                  |
| 122                                                                                            | 17. Feb. 1979 | Primera División 1978/79                 | 21. Spieltag                       | FC Barcelona | Real Madrid  | 2:0                  |
| 123                                                                                            | 23. Sep. 1979 | Primera División 1979/80                 | 03. Spieltag                       | Real Madrid  | FC Barcelona | 3:2                  |
| 124                                                                                            | 10. Feb. 1980 | Primera División 1979/80                 | 20. Spieltag                       | FC Barcelona | Real Madrid  | 0:2                  |
| 125                                                                                            | 30. Nov. 1980 | Primera División 1980/81                 | 13. Spieltag                       | FC Barcelona | Real Madrid  | 2:1                  |
| 126                                                                                            | 29. März 1981 | Primera División 1980/81                 | 30. Spieltag                       | Real Madrid  | FC Barcelona | 3:0                  |
| 127                                                                                            | 20. Dez. 1981 | Primera División 1981/82                 | 16. Spieltag                       | FC Barcelona | Real Madrid  | 3:1                  |
| 128                                                                                            | 29. März 1982 | Primera División 1981/82                 | 30. Spieltag                       | Real Madrid  | FC Barcelona | 3:1                  |
| 129                                                                                            | 27. Nov. 1982 | Primera División 1982/83                 | 13. Spieltag                       | Real Madrid  | FC Barcelona | 0:2                  |
| 130                                                                                            | 26. März 1983 | Primera División 1982/83                 | 30. Spieltag                       | FC Barcelona | Real Madrid  | 2:1                  |
| 131                                                                                            | 4. Juni 1983  | Copa del Rey 1982/83                     | Finale                             | FC Barcelona | Real Madrid  | 2:1                  |
| 132                                                                                            | 26. Juni 1983 | Copa de la Liga 1983                     | Finale (Hinspiel)                  | Real Madrid  | FC Barcelona | 2:2                  |
| 133                                                                                            | 29. Juni 1983 | Copa de la Liga 1983                     | Finale (Rückspiel)                 | FC Barcelona | Real Madrid  | 2:1                  |
| 134                                                                                            | 22. Okt. 1983 | Primera División 1983/84                 | 08. Spieltag                       | FC Barcelona | Real Madrid  | 1:2                  |
| 135                                                                                            | 25. Feb. 1984 | Primera División 1983/84                 | 25. Spieltag                       | Real Madrid  | FC Barcelona | 2:1                  |
| 136                                                                                            | 2. Sep. 1984  | Primera División 1984/85                 | 01. Spieltag                       | Real Madrid  | FC Barcelona | 0:3                  |
| 137                                                                                            | 30. Dez. 1984 | Primera División 1984/85                 | 18. Spieltag                       | FC Barcelona | Real Madrid  | 3:2                  |
| 138                                                                                            | 11. Mai 1985  | Copa de la Liga 1985                     | Viertelfinale (Hinspiel)           | FC Barcelona | Real Madrid  | 2:2                  |
| 139                                                                                            | 16. Mai 1985  | Copa de la Liga 1985                     | Viertelfinale (Rückspiel)          | Real Madrid  | FC Barcelona | 1:1 n. V., 4:1 i. E. |
| 140                                                                                            | 9. Nov. 1985  | Primera División 1985/86                 | 11. Spieltag                       | FC Barcelona | Real Madrid  | 2:0                  |
| 141                                                                                            | 8. März 1986  | Primera División 1985/86                 | 25. Spieltag                       | Real Madrid  | FC Barcelona | 3:1                  |
| 142                                                                                            | 11. Mai 1986  | Copa de la Liga 1986                     | Achtelfinale (Hinspiel)            | FC Barcelona | Real Madrid  | 2:2                  |
| 143                                                                                            | 18. Mai 1986  | Copa de la Liga 1986                     | Achtelfinale (Rückspiel)           | Real Madrid  | FC Barcelona | 0:4                  |
| 144                                                                                            | 8. Okt. 1986  | Primera División 1986/87 1               | 08. Spieltag                       | Real Madrid  | FC Barcelona | 1:1                  |
| 145                                                                                            | 31. Jan. 1987 | Primera División 1986/87 1               | 25. Spieltag                       | FC Barcelona | Real Madrid  | 3:2                  |
| 146                                                                                            | 12. Apr. 1987 | Primera División 1986/87 1               | 35. Spieltag                       | Real Madrid  | FC Barcelona | 0:0                  |
| 147                                                                                            | 23. Mai 1987  | Primera División 1986/87 1               | 40. Spieltag                       | FC Barcelona | Real Madrid  | 2:1                  |
| 148                                                                                            | 2. Jan. 1988  | Primera División 1987/88                 | 16. Spieltag                       | Real Madrid  | FC Barcelona | 2:1                  |
| 149                                                                                            | 30. Apr. 1988 | Primera División 1987/88                 | 35. Spieltag                       | FC Barcelona | Real Madrid  | 2:0                  |
| 150                                                                                            | 21. Sep. 1988 | Supercopa de España 1988                 | Finale (Hinspiel)                  | Real Madrid  | FC Barcelona | 2:0                  |
| 151                                                                                            | 29. Sep. 1988 | Supercopa de España 1988                 | Finale (Rückspiel)                 | FC Barcelona | Real Madrid  | 2:1                  |
| 152                                                                                            | 22. Okt. 1988 | Primera División 1988/89                 | 08. Spieltag                       | Real Madrid  | FC Barcelona | 3:2                  |
| 153                                                                                            | 1. Apr. 1989  | Primera División 1988/89                 | 27. Spieltag                       | FC Barcelona | Real Madrid  | 0:0                  |
| 154                                                                                            | 7. Okt. 1989  | Primera División 1989/90                 | 06. Spieltag                       | FC Barcelona | Real Madrid  | 3:1                  |
| 155                                                                                            | 15. Feb. 1990 | Primera División 1989/90                 | 25. Spieltag                       | Real Madrid  | FC Barcelona | 3:2                  |
| 156                                                                                            | 5. Apr. 1990  | Copa del Rey 1989/90                     | Finale                             | FC Barcelona | Real Madrid  | 2:0                  |
| 157                                                                                            | 5. Dez. 1990  | Supercopa de España 1990                 | Finale (Hinspiel)                  | FC Barcelona | Real Madrid  | 0:1                  |
| 158                                                                                            | 12. Dez. 1990 | Supercopa de España 1990                 | Finale (Rückspiel)                 | Real Madrid  | FC Barcelona | 4:1                  |
| 159                                                                                            | 19. Jan. 1991 | Primera División 1990/91                 | 19. Spieltag                       | FC Barcelona | Real Madrid  | 2:1                  |
| 160                                                                                            | 8. Juni 1991  | Primera División 1990/91                 | 38. Spieltag                       | Real Madrid  | FC Barcelona | 1:0                  |
| 161                                                                                            | 19. Okt. 1991 | Primera División 1991/92                 | 06. Spieltag                       | Real Madrid  | FC Barcelona | 1:1                  |
| 162                                                                                            | 7. März 1992  | Primera División 1991/92                 | 25. Spieltag                       | FC Barcelona | Real Madrid  | 1:1                  |
| 163                                                                                            | 5. Sep. 1992  | Primera División 1992/93                 | 01. Spieltag                       | FC Barcelona | Real Madrid  | 2:1                  |
| 164                                                                                            | 30. Jan. 1993 | Primera División 1992/93                 | 20. Spieltag                       | Real Madrid  | FC Barcelona | 2:1                  |
| 165                                                                                            | 9. Juni 1993  | Copa del Rey 1992/93                     | Halbfinale (Hinspiel)              | Real Madrid  | FC Barcelona | 1:1                  |
| 166                                                                                            | 16. Juni 1993 | Copa del Rey 1992/93                     | Halbfinale (Rückspiel)             | FC Barcelona | Real Madrid  | 1:2                  |
| 167                                                                                            | 2. Dez. 1993  | Supercopa de España 1993                 | Finale (Hinspiel)                  | Real Madrid  | FC Barcelona | 3:1                  |
| 168                                                                                            | 16. Dez. 1993 | Supercopa de España 1993                 | Finale (Rückspiel)                 | FC Barcelona | Real Madrid  | 1:1                  |
| 169                                                                                            | 8. Jan. 1994  | Primera División 1993/94                 | 18. Spieltag                       | FC Barcelona | Real Madrid  | 5:0                  |
| 170                                                                                            | 7. Mai 1994   | Primera División 1993/94                 | 37. Spieltag                       | Real Madrid  | FC Barcelona | 0:1                  |
| 171                                                                                            | 7. Jan. 1995  | Primera División 1994/95                 | 16. Spieltag                       | Real Madrid  | FC Barcelona | 5:0                  |
| 172                                                                                            | 27. Mai 1995  | Primera División 1994/95                 | 35. Spieltag                       | FC Barcelona | Real Madrid  | 1:0                  |
| 173                                                                                            | 1. Okt. 1995  | Primera División 1995/96                 | 05. Spieltag                       | Real Madrid  | FC Barcelona | 1:1                  |
| 174                                                                                            | 11. Feb. 1996 | Primera División 1995/96                 | 26. Spieltag                       | FC Barcelona | Real Madrid  | 3:0                  |
| 175                                                                                            | 8. Dez. 1996  | Primera División 1996/97                 | 16. Spieltag                       | Real Madrid  | FC Barcelona | 2:0                  |
| 176                                                                                            | 30. Jan. 1997 | Copa del Rey 1996/97                     | Achtelfinale (Hinspiel)            | FC Barcelona | Real Madrid  | 3:2                  |
| 177                                                                                            | 6. Feb. 1997  | Copa del Rey 1996/97                     | Achtelfinale (Rückspiel)           | Real Madrid  | FC Barcelona | 1:1                  |
| 178                                                                                            | 11. Mai 1997  | Primera División 1996/97                 | 37. Spieltag                       | FC Barcelona | Real Madrid  | 1:0                  |
| 179                                                                                            | 20. Aug. 1997 | Supercopa de España 1997                 | Finale (Hinspiel)                  | FC Barcelona | Real Madrid  | 2:1                  |
| 180                                                                                            | 27. Aug. 1997 | Supercopa de España 1997                 | Finale (Rückspiel)                 | Real Madrid  | FC Barcelona | 4:1                  |
| 181                                                                                            | 2. Nov. 1997  | Primera División 1997/98                 | 09. Spieltag                       | Real Madrid  | FC Barcelona | 2:3                  |
| 182                                                                                            | 8. März 1998  | Primera División 1997/98                 | 28. Spieltag                       | FC Barcelona | Real Madrid  | 3:0                  |
| 183                                                                                            | 20. Sep. 1998 | Primera División 1998/99                 | 03. Spieltag                       | Real Madrid  | FC Barcelona | 2:2                  |
| 184                                                                                            | 15. Feb. 1999 | Primera División 1998/99                 | 22. Spieltag                       | FC Barcelona | Real Madrid  | 3:0                  |
| 185                                                                                            | 13. Okt. 1999 | Primera División 1999/2000               | 07. Spieltag                       | FC Barcelona | Real Madrid  | 2:2                  |
| 186                                                                                            | 27. Feb. 2000 | Primera División 1999/2000               | 26. Spieltag                       | Real Madrid  | FC Barcelona | 3:0                  |
| 187                                                                                            | 22. Okt. 2000 | Primera División 2000/01                 | 06. Spieltag                       | FC Barcelona | Real Madrid  | 2:0                  |
| 188                                                                                            | 4. März 2001  | Primera División 2000/01                 | 25. Spieltag                       | Real Madrid  | FC Barcelona | 2:2                  |
| 189                                                                                            | 5. Nov. 2001  | Primera División 2001/02                 | 11. Spieltag                       | Real Madrid  | FC Barcelona | 2:0                  |
| 190                                                                                            | 17. März 2002 | Primera División 2001/02                 | 30. Spieltag                       | FC Barcelona | Real Madrid  | 1:1                  |
| 191                                                                                            | 23. Apr. 2002 | UEFA Champions League 2001/02            | Halbfinale (Hinspiel)              | FC Barcelona | Real Madrid  | 0:2                  |
| 192                                                                                            | 1. Mai 2002   | UEFA Champions League 2001/02            | Halbfinale (Rückspiel)             | Real Madrid  | FC Barcelona | 1:1                  |
| 193                                                                                            | 24. Nov. 2002 | Primera División 2002/03                 | 11. Spieltag                       | FC Barcelona | Real Madrid  | 0:0                  |
| 194                                                                                            | 20. Apr. 2003 | Primera División 2002/03                 | 30. Spieltag                       | Real Madrid  | FC Barcelona | 1:1                  |
| 195                                                                                            | 7. Dez. 2003  | Primera División 2003/04                 | 15. Spieltag                       | FC Barcelona | Real Madrid  | 1:2                  |
| 196                                                                                            | 25. Apr. 2004 | Primera División 2003/04                 | 34. Spieltag                       | Real Madrid  | FC Barcelona | 1:2                  |
| 197                                                                                            | 20. Nov. 2004 | Primera División 2004/05                 | 12. Spieltag                       | FC Barcelona | Real Madrid  | 3:0                  |
| 198                                                                                            | 10. Apr. 2005 | Primera División 2004/05                 | 31. Spieltag                       | Real Madrid  | FC Barcelona | 4:2                  |
| 199                                                                                            | 19. Nov. 2005 | Primera División 2005/06                 | 12. Spieltag                       | Real Madrid  | FC Barcelona | 0:3                  |
| 200                                                                                            | 1. Apr. 2006  | Primera División 2005/06                 | 31. Spieltag                       | FC Barcelona | Real Madrid  | 1:1                  |
| 201                                                                                            | 22. Okt. 2006 | Primera División 2006/07                 | 07. Spieltag                       | Real Madrid  | FC Barcelona | 2:0                  |
| 202                                                                                            | 10. März 2007 | Primera División 2006/07                 | 26. Spieltag                       | FC Barcelona | Real Madrid  | 3:3                  |
| 203                                                                                            | 23. Dez. 2007 | Primera División 2007/08                 | 17. Spieltag                       | FC Barcelona | Real Madrid  | 0:1                  |
| 204                                                                                            | 7. Mai 2008   | Primera División 2007/08                 | 34. Spieltag                       | Real Madrid  | FC Barcelona | 4:1                  |
| 205                                                                                            | 13. Dez. 2008 | Primera División 2008/09                 | 15. Spieltag                       | FC Barcelona | Real Madrid  | 2:0                  |
| 206                                                                                            | 2. Mai 2009   | Primera División 2008/09                 | 34. Spieltag                       | Real Madrid  | FC Barcelona | 2:6                  |
| 207                                                                                            | 29. Nov. 2009 | Primera División 2009/10                 | 12. Spieltag                       | FC Barcelona | Real Madrid  | 1:0                  |
| 208                                                                                            | 10. Apr. 2010 | Primera División 2009/10                 | 31. Spieltag                       | Real Madrid  | FC Barcelona | 0:2                  |
| 209                                                                                            | 29. Nov. 2010 | Primera División 2010/11                 | 13. Spieltag                       | FC Barcelona | Real Madrid  | 5:0                  |
| 210                                                                                            | 16. Apr. 2011 | Primera División 2010/11                 | 32. Spieltag                       | Real Madrid  | FC Barcelona | 1:1                  |
| 211                                                                                            | 20. Apr. 2011 | Copa del Rey 2010/11                     | Finale                             | Real Madrid  | FC Barcelona | 1:0 n. V.            |
| 212                                                                                            | 27. Apr. 2011 | UEFA Champions League 2010/11            | Halbfinale (Hinspiel)              | Real Madrid  | FC Barcelona | 0:2                  |
| 213                                                                                            | 3. Mai 2011   | UEFA Champions League 2010/11            | Halbfinale (Rückspiel)             | FC Barcelona | Real Madrid  | 1:1                  |
| 214                                                                                            | 14. Aug. 2011 | Supercopa de España 2011                 | Finale (Hinspiel)                  | Real Madrid  | FC Barcelona | 2:2                  |
| 215                                                                                            | 17. Aug. 2011 | Supercopa de España 2011                 | Finale (Rückspiel)                 | FC Barcelona | Real Madrid  | 3:2                  |
| 216                                                                                            | 10. Dez. 2011 | Primera División 2011/12                 | 16. Spieltag                       | Real Madrid  | FC Barcelona | 1:3                  |
| 217                                                                                            | 18. Jan. 2012 | Copa del Rey 2011/12                     | Viertelfinale (Hinspiel)           | Real Madrid  | FC Barcelona | 1:2                  |
| 218                                                                                            | 25. Jan. 2012 | Copa del Rey 2011/12                     | Viertelfinale (Rückspiel)          | FC Barcelona | Real Madrid  | 2:2                  |
| 219                                                                                            | 21. Apr. 2012 | Primera División 2011/12                 | 35. Spieltag                       | FC Barcelona | Real Madrid  | 1:2                  |
| 220                                                                                            | 23. Aug. 2012 | Supercopa de España 2012                 | Finale (Hinspiel)                  | FC Barcelona | Real Madrid  | 3:2                  |
| 221                                                                                            | 29. Aug. 2012 | Supercopa de España 2012                 | Finale (Rückspiel)                 | Real Madrid  | FC Barcelona | 2:1                  |
| 222                                                                                            | 7. Okt. 2012  | Primera División 2012/13                 | 07. Spieltag                       | FC Barcelona | Real Madrid  | 2:2                  |
| 223                                                                                            | 30. Jan. 2013 | Copa del Rey 2012/13                     | Halbfinale (Hinspiel)              | Real Madrid  | FC Barcelona | 1:1                  |
| 224                                                                                            | 26. Feb. 2013 | Copa del Rey 2012/13                     | Halbfinale (Rückspiel)             | FC Barcelona | Real Madrid  | 1:3                  |
| 225                                                                                            | 2. März 2013  | Primera División 2012/13                 | 26. Spieltag                       | Real Madrid  | FC Barcelona | 2:1                  |
| 226                                                                                            | 26. Okt. 2013 | Primera División 2013/14                 | 10. Spieltag                       | FC Barcelona | Real Madrid  | 2:1                  |
| 227                                                                                            | 23. März 2014 | Primera División 2013/14                 | 29. Spieltag                       | Real Madrid  | FC Barcelona | 3:4                  |
| 228                                                                                            | 16. Apr. 2014 | Copa del Rey 2013/14                     | Finale                             | Real Madrid  | FC Barcelona | 2:1                  |
| 229                                                                                            | 25. Okt. 2014 | Primera División 2014/15                 | 09. Spieltag                       | Real Madrid  | FC Barcelona | 3:1                  |
| 230                                                                                            | 22. März 2015 | Primera División 2014/15                 | 28. Spieltag                       | FC Barcelona | Real Madrid  | 2:1                  |
| 231                                                                                            | 21. Nov. 2015 | Primera División 2015/16                 | 12. Spieltag                       | Real Madrid  | FC Barcelona | 0:4                  |
| 232                                                                                            | 2. Apr. 2016  | Primera División 2015/16                 | 31. Spieltag                       | FC Barcelona | Real Madrid  | 1:2                  |
| 233                                                                                            | 3. Dez. 2016  | Primera División 2016/17                 | 14. Spieltag                       | FC Barcelona | Real Madrid  | 1:1                  |
| 234                                                                                            | 23. Apr. 2017 | Primera División 2016/17                 | 33. Spieltag                       | Real Madrid  | FC Barcelona | 2:3                  |
| 235                                                                                            | 13. Aug. 2017 | Supercopa de España 2017                 | Finale (Hinspiel)                  | FC Barcelona | Real Madrid  | 1:3                  |
| 236                                                                                            | 16. Aug. 2017 | Supercopa de España 2017                 | Finale (Rückspiel)                 | Real Madrid  | FC Barcelona | 2:0                  |
| 237                                                                                            | 23. Dez. 2017 | Primera División 2017/18                 | 17. Spieltag                       | Real Madrid  | FC Barcelona | 0:3                  |
| 238                                                                                            | 6. Mai 2018   | Primera División 2017/18                 | 36. Spieltag                       | FC Barcelona | Real Madrid  | 2:2                  |
| 239                                                                                            | 28. Okt. 2018 | Primera División 2018/19                 | 10. Spieltag                       | FC Barcelona | Real Madrid  | 5:1                  |
| 240                                                                                            | 6. Feb. 2019  | Copa del Rey 2018/19                     | Halbfinale (Hinspiel)              | FC Barcelona | Real Madrid  | 1:1                  |
| 241                                                                                            | 27. Feb. 2019 | Copa del Rey 2018/19                     | Halbfinale (Rückspiel)             | Real Madrid  | FC Barcelona | 0:3                  |
| 242                                                                                            | 2. März 2019  | Primera División 2018/19                 | 29. Spieltag                       | Real Madrid  | FC Barcelona | 0:1                  |
| 243                                                                                            | 18. Dez. 2019 | Primera División 2019/20                 | 10. Spieltag                       | FC Barcelona | Real Madrid  | 0:0                  |
| 244                                                                                            | 1. März 2020  | Primera División 2019/20                 | 26. Spieltag                       | Real Madrid  | FC Barcelona | 2:0                  |
| 245                                                                                            | 24. Okt. 2020 | Primera División 2020/21                 | 07. Spieltag                       | FC Barcelona | Real Madrid  | 1:3                  |
| 246                                                                                            | 10. Apr. 2021 | Primera División 2020/21                 | 30. Spieltag                       | Real Madrid  | FC Barcelona | 2:1                  |
| 247                                                                                            | 24. Okt. 2021 | Primera División 2021/22                 | 10. Spieltag                       | FC Barcelona | Real Madrid  | 1:2                  |
| 248                                                                                            | 12. Jan. 2022 | Supercopa de España 2022                 | Halbfinale                         | FC Barcelona | Real Madrid  | 2:3 n. V.            |
| 249                                                                                            | 20. März 2022 | Primera División 2021/22                 | 29. Spieltag                       | Real Madrid  | FC Barcelona | 0:4                  |
| 250                                                                                            | 16. Okt. 2022 | Primera División 2022/23                 | 09. Spieltag                       | Real Madrid  | FC Barcelona | 3:1                  |
| 251                                                                                            | 15. Jan. 2023 | Supercopa de España 2023                 | Finale                             | Real Madrid  | FC Barcelona | 1:3                  |
| 252                                                                                            | 2. März 2023  | Copa del Rey 2022/23                     | Halbfinale (Hinspiel)              | Real Madrid  | FC Barcelona | 0:1                  |
| 253                                                                                            | 19. März 2023 | Primera División 2022/23                 | 26. Spieltag                       | FC Barcelona | Real Madrid  | 2:1                  |
| 254                                                                                            | 5. Apr. 2023  | Copa del Rey 2022/23                     | Halbfinale (Rückspiel)             | FC Barcelona | Real Madrid  | 0:4                  |
| 255                                                                                            | 28. Okt. 2023 | Primera División 2023/24                 | 11. Spieltag                       | FC Barcelona | Real Madrid  | 1:2                  |
| 256                                                                                            | 14. Jan. 2024 | Supercopa de España 2024                 | Finale                             | Real Madrid  | FC Barcelona | 4:1                  |
| 257                                                                                            | 21. Apr. 2024 | Primera División 2023/24                 | 32. Spieltag                       | Real Madrid  | FC Barcelona | 3:2                  |
| 258                                                                                            | 26. Okt. 2024 | Primera División 2024/25                 | 11. Spieltag                       | Real Madrid  | FC Barcelona | 0:4                  |
| 259                                                                                            | 12. Jan. 2025 | Supercopa de España 2025                 | Finale                             | FC Barcelona | Real Madrid  | 5:2                  |
| 260                                                                                            | 26. Apr. 2025 | Copa del Rey 2024/25                     | Finale                             | FC Barcelona | Real Madrid  | 3:2 n. V.            |
| 261                                                                                            | 11. Mai 2025  | Primera División 2024/25                 | 35. Spieltag                       | FC Barcelona | Real Madrid  | 4:3                  |

### Alle anderen Begegnungen
| Nr. | Datum         | Wettbewerb                                       | Heim         | Gast         | Ergebnis |
| --- | ------------- | ------------------------------------------------ | ------------ | ------------ | -------- |
| 01  | 13. Mai 1906  | Freundschaftsspiel                               | FC Barcelona | Real Madrid  | 5:2      |
| 02  | 1. Nov. 1913  | Freundschaftsspiel                               | FC Barcelona | Real Madrid  | 7:0      |
| 03  | 2. Nov. 1913  | Freundschaftsspiel                               | FC Barcelona | Real Madrid  | 1:0      |
| 04  | 6. Jan. 1914  | Freundschaftsspiel                               | Real Madrid  | FC Barcelona | 2:2      |
| 05  | 10. Jan. 1914 | Freundschaftsspiel                               | Real Madrid  | FC Barcelona | 0:2      |
| 06  | 5. März 1916  | Freundschaftsspiel                               | FC Barcelona | Real Madrid  | 3:0      |
| 07  | 7. März 1916  | Freundschaftsspiel                               | FC Barcelona | Real Madrid  | 0:0      |
| 08  | 1. Nov. 1917  | Freundschaftsspiel                               | FC Barcelona | Real Madrid  | 3:1      |
| 09  | 4. Nov. 1917  | Freundschaftsspiel                               | FC Barcelona | Real Madrid  | 4:1      |
| 10  | 20. Mai 1918  | Freundschaftsspiel                               | Real Madrid  | FC Barcelona | 1:2      |
| 11  | 15. Feb. 1920 | Freundschaftsspiel                               | FC Barcelona | Real Madrid  | 2:2      |
| 12  | 18. Feb. 1920 | Freundschaftsspiel                               | FC Barcelona | Real Madrid  | 7:1      |
| 13  | 11. Jan. 1921 | Freundschaftsspiel                               | FC Barcelona | Real Madrid  | 3:0      |
| 14  | 15. März 1922 | Freundschaftsspiel                               | Real Madrid  | FC Barcelona | 2:2      |
| 15  | 2. Feb. 1927  | Freundschaftsspiel                               | FC Barcelona | Real Madrid  | 0:0      |
| 16  | 19. März 1927 | Freundschaftsspiel                               | Real Madrid  | FC Barcelona | 1:5      |
| 17  | 20. März 1927 | Freundschaftsspiel                               | Real Madrid  | FC Barcelona | 1:4      |
| 18  | 27. Mai 1928  | Torneo de Campeones                              | FC Barcelona | Real Madrid  | 2:2      |
| 19  | 3. Juni 1928  | Torneo de Campeones                              | Real Madrid  | FC Barcelona | 1:1      |
| 20  | 3. Juli 1932  | Freundschaftsspiel                               | FC Barcelona | Real Madrid  | 2:2      |
| 21  | 25. Nov. 1934 | Freundschaftsspiel                               | Real Madrid  | FC Barcelona | 5:1      |
| 22  | 15. Sep. 1940 | Freundschaftsspiel                               | FC Barcelona | Real Madrid  | 5:4      |
| 23  | 8. Juni 1941  | Freundschaftsspiel                               | Real Madrid  | FC Barcelona | 2:3      |
| 24  | 31. Okt. 1943 | Freundschaftsspiel (zu Ehren von Juan Monjardín) | Real Madrid  | FC Barcelona | 1:1      |
| 25  | 26. Dez. 1943 | Freundschaftsspiel (zu Ehren von Antonio Franco) | FC Barcelona | Real Madrid  | 4:0      |
| 26  | 23. Mai 1948  | Torneo de Históricos                             | FC Barcelona | Real Madrid  | 1:0      |
| 27  | 30. Mai 1948  | Torneo de Históricos                             | Real Madrid  | FC Barcelona | 0:1      |
| 28  | 30. Aug. 1959 | Trofeo Ramón de Carranza                         | FC Barcelona | Real Madrid  | 3:4      |
| 29  | 31. Aug. 1968 | Trofeo Ramón de Carranza                         | FC Barcelona | Real Madrid  | 2:1      |
| 30  | 30. Mai 1982  | Copa Presidente de Venezuela                     | Real Madrid  | FC Barcelona | 1:0      |
| 31  | 1. Mai 1991   | Trofeo Desafio Canal+                            | Real Madrid  | FC Barcelona | 3:1      |
| 32  | 11. Sep. 1991 | Trofeo Desafio Canal+                            | FC Barcelona | Real Madrid  | 1:1      |
| 33  | 29. Juli 2017 | International Champions Cup                      | Real Madrid  | FC Barcelona | 2:3      |
| 34  | 23. Juli 2022 | Freundschaftsspiel                               | Real Madrid  | FC Barcelona | 0:1      |
| 35  | 29. Juli 2023 | Freundschaftsspiel                               | FC Barcelona | Real Madrid  | 3:0      |

## Spieler

### Rekordspieler
| Rang | Nat.        | Spieler         | Verein       | Liga | Pokal | Supercup | Ligapokal | Europa | Gesamt |
| --- | ----------- | --------------- | ------------ | ---- | ----- | -------- | --------- | ------ | ------ |
| 1 | Spanien     | Sergio Busquets | FC Barcelona | 29   | 10    | 7        |           | 2      | 48     |
| 2 | Argentinien | Lionel Messi    | FC Barcelona | 29   | 8     | 6        |           | 2      | 45     |
| 2 | Spanien     | Sergio Ramos    | Real Madrid  | 31   | 7     | 6        |           | 1      | 45     |
| 4 | Frankreich  | Karim Benzema   | Real Madrid  | 27   | 8     | 8        |           |        | 43     |
| 5 | Spanien     | Francisco Gento | Real Madrid  | 31   | 7     |          |           | 4      | 42     |
| 5 | Spanien     | Manolo Sanchís  | Real Madrid  | 29   | 3     | 8        | 2         |        | 42     |
| 5 | Spanien     | Xavi            | FC Barcelona | 29   | 6     | 4        |           | 3      | 42     |
| 8 | Spanien     | Gerard Piqué    | FC Barcelona | 24   | 7     | 7        |           | 2      | 40     |
| 9 | Spanien     | Andrés Iniesta  | FC Barcelona | 26   | 6     | 5        |           | 1      | 38     |
| 9 | Kroatien    | Luka Modrić     | Real Madrid  | 25   | 7     | 6        |           |        | 38     |
| Spielernamen in Fettschrift sind noch bei Real Madrid oder dem FC Barcelona aktiv; Stand: Saisonende 2024/25 |             |                 |              |      |       |          |           |        |        |

### Rekordtorschützen
Einsätze werden in Klammern dargestellt.
| Rang | Nat.        | Spieler            | Verein       | Liga    | Pokal | Supercup | Ligapokal | Europa | Gesamt  |
| --- | ----------- | ------------------ | ------------ | ------- | ----- | -------- | --------- | ------ | ------- |
| 1 | Argentinien | Lionel Messi       | FC Barcelona | 18 (29) | 0 (8) | 6 (6)    |           | 2 (2)  | 26 (45) |
| 2 | Portugal    | Cristiano Ronaldo  | Real Madrid  | 09 (18) | 5 (5) | 4 (5)    |           | 0 (2)  | 18 (30) |
| 2 | Argentinien | Alfredo Di Stéfano | Real Madrid  | 14 (20) | 2 (6) |          |           | 2 (4)  | 18 (30) |
| 4 | Frankreich  | Karim Benzema      | Real Madrid  | 08 (27) | 4 (8) | 4 (8)    |           |        | 16 (43) |
| 5 | Spanien     | Raúl               | Real Madrid  | 11 (31) | 0 (2) | 3 (2)    |           | 1 (2)  | 15 (37) |
| 6 | Ungarn      | Ferenc Puskás      | Real Madrid  | 09 (11) | 2 (3) |          |           | 3 (4)  | 14 (18) |
| 6 | Spanien     | César Rodríguez    | FC Barcelona | 12 (24) | 2 (4) |          |           |        | 14 (28) |
| 6 | Spanien     | Francisco Gento    | Real Madrid  | 10 (31) | 2 (7) |          |           | 2 (4)  | 14 (42) |
| 9 | Spanien     | Santillana         | Real Madrid  | 09 (28) | 2 (2) |          | 1 (5)     |        | 12 (35) |
| 10 | Uruguay     | Luis Suárez        | FC Barcelona | 09 (11) | 2 (2) | 0 (2)    |           |        | 11 (15) |
| Spielernamen in Fettschrift sind noch bei Real Madrid oder dem FC Barcelona aktiv; Stand: Saisonende 2023/24 |             |                    |              |         |       |          |           |        |         |

### Sonstige Spielerrekorde
- Die meisten Clásico-Tore im Estadio Santiago Bernabéu bzw. Camp Nou wurden jeweils von einem Spieler des Gästeteams erzielt: Lionel Messi schoss 15 seiner 26 Tore in Madrid und Cristiano Ronaldo 12 seiner 18 Tore in Barcelona.
- Cristiano Ronaldo hält auch den Rekord für Torerfolge in den meisten aufeinanderfolgenden Clásicos (6). Er traf im Jahr 2012 in je zwei Liga-, Pokal- und Supercupspielen und schoss dabei insgesamt 7 Tore. Damit überbot er Iván Zamorano, der 1993 in fünf aufeinanderfolgenden Clásicos erfolgreich war.
- Die meisten Hattricks erzielten Santiago Bernabéu, Jaime Lazcano, Ferenc Puskás und Lionel Messi (je 2).
- Víctor Valdés blieb in 7 Clásicos ohne Gegentor und hält damit den Rekord vor Andoni Zubizarreta, Francisco Buyo, Iker Casillas und Marc-André ter Stegen (je 6).
- Sergio Busquets ging in Clásicos am häufigsten als Gewinner vom Feld (23 Siege), Sergio Ramos am häufigsten als Verlierer (20 Niederlagen).

## Titelerfolge
| • |   | Zahlen mit diesem Hintergrund geben an, dass der Verein im Wettbewerb einen Rekord hält. |
| • | ○ | geteilter Rekord                                                                         |

| Barcelona  | Wettbewerb                              | Real Madrid |          |
| National   | National                                | National    | National |
| ---------- | --------------------------------------- | ----------- | -------- |
| 27         | La Liga                                 | 36          |          |
| 32         | Copa del Rey                            | 20          |          |
| 15         | Supercopa de España                     | 13          |          |
| 3          | Copa Eva Duarte (aufgelöst)             | 1           |          |
| 2          | Copa de la Liga (aufgelöst)             | 1           |          |
| 79         | Total (National)                        | 71          |          |
| Europäisch |                                         |             |          |
| 5          | UEFA Champions League                   | 15          |          |
| 4          | Europapokal der Pokalsieger (aufgelöst) | —           |          |
| —          | UEFA Europa League                      | 2           |          |
| 5          | UEFA Super Cup                          | 6           |          |
| 3          | Messestädte-Pokal (aufgelöst)           | —           |          |
| 2          | Coupe Latine (aufgelöst)                | 2           |          |
| 19         | Total (Europäisch)                      | 25          |          |
| Weltweit   |                                         |             |          |
| —          | Copa Iberoamericana (aufgelöst)         | 1           |          |
| —          | Weltpokal (aufgelöst)                   | 3           |          |
| 3          | FIFA-Klub-Weltmeisterschaft             | 5           |          |
| —          | FIFA-Interkontinental-Pokal             | 1           |          |
| 3          | Total (Weltweit)                        | 10          |          |
| 101        | Gesamtsumme                             | 106         |          |